# الخط الزمني للحرب الفلسطينية الإسرائيلية (7 مايو – 31 يوليو 2024)
تسرد هذه المقالة الخطّ الزمني لعملية طوفان الأقصى أو الحرب الفلسطينية الإسرائيلية أو الحرب بين إسرائيل وحماس خلال شهور آيار/مايو وحزيران/يونيو وتموز/يوليو 2024.

## مايو 2024

### 7 مايو
- ذكرت وزارة الصحة في غزة أن 54 فلسطينيا على الأقل قتلوا في الهجمات الإسرائيلية خلال الـ 24 ساعة الماضية، ليصل عدد القتلى الفلسطينيين إلى 34789.[1]
- وسيطرت القوات البرية الإسرائيلية على الجانب الفلسطيني من معبر رفح لتبدأ هجوم رفح.[2]
- أعلنت حماس وفاة أسير إسرائيلي متأثرا بجراحه التي أصيب بها جراء غارة جوية إسرائيلية قبل شهر.[3]
- اعترفت جزر البهاما رسميًا بدولة فلسطين.[4]
- قام مقاتلون فلسطينيون مجهولون بتفجير عبوات ناسفة ضد قوات الجيش الإسرائيلي في جلبون.[5]

### 8 مايو
- ذكرت وزارة الصحة في غزة أن 55 فلسطينيًا على الأقل قتلوا في الهجمات الإسرائيلية خلال الـ 24 ساعة الماضية، ليصل عدد القتلى الفلسطينيين إلى 34844.[6]
- رفضت إسرائيل اتفاق وقف إطلاق النار مع حماس وذكرت أنها ستواصل هجومها في رفح.[7]
- أوقفت الولايات المتحدة تسليم الأسلحة إلى إسرائيل للحد من عملياتها في رفح.[8]
- استشهد شخص وأصيب عدد آخر بقصف إسرائيلي على بلدة خزاعة شرق خان يونس.[9]
- قصفت قوات الاحتلال الإسرائيلي مجمعاً سكنياً في منطقة الزيتون شرق مدينة غزة، مما أدى إلى استشهاد سبعة أشخاص.[10]

### 9 مايو
- ذكرت وزارة الصحة في غزة أن 60 فلسطينيًا على الأقل قتلوا في الهجمات الإسرائيلية خلال الـ 24 ساعة الماضية، ليصل عدد القتلى الفلسطينيين إلى 34904.[11]
- استهدفت طائرات الاحتلال الإسرائيلي منزلاً في حي الجنينة بمدينة رفح، مما أدى إلى وقوع عدد غير معروف من الضحايا.[12]
- زعمت سوريا أنها أسقطت صواريخ إسرائيلية كانت متجهة نحو دمشق من هضبة الجولان المحتلة.[13]
- أعلنت إسرائيل مقتل جندي من الكتيبة 869 في المالكية جراء هجوم بقذائف الهاون والصواريخ لحزب الله.[14]
- وتوفي ضابط شرطة إسرائيلي متأثرا بجراحه التي أصيب بها خلال مداهمة في دير الغصون في 4 مايو.[15]
- قُتل أربعة من أعضاء حزب الله في غارة إسرائيلية بطائرة بدون طيار على سيارة في جنوب لبنان.[16]
- قصفت القوات الجوية الإسرائيلية حي تل السلطان غربي رفح، مما أسفر عن استشهاد أربعة أشخاص وإصابة 16 آخرين.[17]
- أطلقت قوات الاحتلال الإسرائيلي النار على فتى يبلغ من العمر 15 عاماً، وأصابته في ساقه في قلقيلية.[18]
- قال الحوثيون أنهم أطلقوا صواريخ على السفينة MSC Diego وMSC Gina التي ترفع علم بنما، والتي قالوا إنها "تابعة لإسرائيل".[19]
- اكتشاف مقبرة جماعية سابعة بالقرب من مستشفى الشفاء.[20]
- تبنت المقاومة الإسلامية في العراق هجومين بطائرات مسيرة استهدفتا إيلات وقاعدة نيفاتيم في بئر السبع، وهجوما بصواريخ كروز استهدف ميناء عسقلان النفطي.[21]

### 10 مايو
- ذكرت وزارة الصحة في غزة أن 39 فلسطينياW على الأقل قتلوا في الهجمات الإسرائيلية خلال الـ 24 ساعة الماضية، ليصل عدد القتلى الفلسطينيين إلى 34943.[22]
- أحرق متطرفون يهود مقر وكالة الأونروا في القدس الشرقية المحتلة.[23]
- أصابت غارة جوية إسرائيلية منزلاً في عبسان الكبيرة على المشارف الشرقية لمدينة خان يونس، مما أدى إلى مقتل ثمانية من سكانه الذين يعيشون هناك.[24]
- قُتل ما لا يقل عن ثلاثة أشخاص وأصيب خمسة آخرون بعد أن قصفت القوات الجوية الإسرائيلية منزلاً في الجزء الأوسط من مدينة غزة.[25]
- أصيب 12 جنديًا إسرائيليًا من فرقة غزة بلدغات الدبابير في جنوب غزة وتم نقلهم إلى إسرائيل لتلقي العلاج.[26]
- قُتل أربعة جنود إسرائيليين من لواء ناحال في حي الزيتون بغزة، ليصل عدد القتلى الإسرائيليين في قطاع غزة إلى 271.[27]
- وأطلقت حماس قذيفتين صاروخيتين من رفح إلى بئر السبع، مما أدى إلى إصابة شخص واحد.[28]

### 11 مايو
- ذكرت وزارة الصحة في غزة أن 28 فلسطينيًا على الأقل قتلوا في الهجمات الإسرائيلية خلال الـ 24 ساعة الماضية، ليصل عدد القتلى الفلسطينيين إلى 34971.[29]
- قال حزب الله أنه ضرب "منشآت تجسس" إسرائيلية في موقع جل العلم على طول الحدود.[30]
- طلب الجيش الإسرائيلي من سكان جباليا وبيت لاهيا الإخلاء إلى غرب مدينة غزة، وأصدر أوامر إخلاء جديدة في رفح.[31]
- قالت حماس إن رهينة بريطانية إسرائيلية توفيت متأثرة بجراحها التي أصيبت بها في غارة جوية إسرائيلية.[32]
- أعلنت إسرائيل أن جنديًا من لواء ناحال قُتل في معركة بالأسلحة النارية مع مقاتلي حماس في حي الزيتون بغزة في اليوم السابق، مما رفع عدد القتلى في صفوف الجيش الإسرائيلي في قطاع غزة إلى 272.[33]

### 12 مايو
- ذكرت وزارة الصحة في غزة أن 63 فلسطينيا على الأقل قتلوا في الهجمات الإسرائيلية خلال الـ 24 ساعة الماضية، ليصل عدد القتلى الفلسطينيين إلى 35034.[34]
- بدأت القوات الإسرائيلية بقصف جباليا، مما أدى إلى مقتل وجرح عدد من الفلسطينيين.[35]
- أطلقت القوات الإسرائيلية النار على رجل فلسطيني وقتلته خلال مداهمة مخيم بلاطة.[36]
- وأدت غارة جوية إسرائيلية على دير البلح إلى مقتل عدة أشخاص، من بينهم جراح أطفال وابنه.[37]
- مستوطنون غير شرعيين يضرمون النار في منزل في قرية دوما جنوب نابلس.[38]
- أصيب ثلاثة أشخاص بعد أن أصابت هجمات صاروخية من غزة عسقلان.[39]
- قال متحدث باسم الدفاع المدني الفلسطيني، إن كافة المستشفيات في شمال غزة "خرجت عن الخدمة".[40]
- أصيب لواء من الجيش الإسرائيلي أثناء القتال في قطاع غزة.[41]
- وقالت وكالة وفا للأنباء إن مستوطنين غير شرعيين بحماية جنود إسرائيليين هاجموا بلدة قصرة جنوبي نابلس، مما أدى إلى إصابة عدد من الفلسطينيين.[42]
- قالت جمعية الهلال الأحمر الفلسطيني إن القصف الإسرائيلي على بلدة الزوايدة وسط قطاع غزة أدى إلى مقتل أربعة أطفال، بينهم رضيع.[43]
- أعلنت كتائب القسام مسؤوليتها عن عدة هجمات على القوات الإسرائيلية شرق جباليا، بما في ذلك هجوم قامت فيه بتفجير منزل مفخخ كان بداخله جنود إسرائيليون، مما تسبب في وقوع عدد غير معروف من الضحايا.[44]

### 13 مايو
- ذكرت وزارة الصحة في غزة أن 57 فلسطينيًا على الأقل قتلوا في الهجمات الإسرائيلية خلال الـ 24 ساعة الماضية، ليصل عدد القتلى الفلسطينيين إلى 35091 مع دخول الحرب يومها الـ220.[45]
- قُتل موظف هندي في إدارة الأمم المتحدة للسلامة والأمن وأصيب آخر في هجوم على سيارتهم بالقرب من رفح.[46][47]
- وهاجم نشطاء إسرائيليون قافلة مساعدات لغزة عند حاجز ترقوميا، وأشعلوا النار في المركبات وألقوا طروداً من المواد الغذائية على الطريق.[48][49]
- أعلن الجيش الإسرائيلي أن خمسة جنود أصيبوا بجروح خطيرة في حوادث منفصلة في جميع أنحاء غزة، بما في ذلك اثنان من وحدة ياهالوم النخبة.[50]
- أعلن الرئيس التركي رجب طيب أردوغان أن أكثر من 1000 من أعضاء حماس يتلقون العلاج في المستشفيات التركية.[51]
- بحسب ما ورد رفضت السلطة الفلسطينية عرضًا إسرائيليًا بالسيطرة على معبر رفح الحدودي.[52]

### 14 مايو
- ذكرت وزارة الصحة في غزة أن 82 فلسطينيا على الأقل قتلوا في الهجمات الإسرائيلية خلال الـ 24 ساعة الماضية، ليصل عدد القتلى الفلسطينيين إلى 35173.[45]
- أدت الغارات الجوية الإسرائيلية على مبنى ومدرسة تابعة للأونروا في النصيرات إلى مقتل 40 شخصا.[53] وقال الجيش الإسرائيلي إن الغارة على مدرسة الأونروا استهدفت غرفة قيادة تابعة لحماس في المبنى وقتلت 15 مسلحا.[54]
- وردت أنباء عن اشتباكات عنيفة بين القوات الإسرائيلية وحركة حماس في مدينة غزة وجباليا والنصيرات، بينما استمر القتال في رفح وما حولها، مع تقدم القوات البرية الإسرائيلية في أحياء البرازيل والجنينة.[55][56]
- أصدر الجيش الإسرائيلي، أمر إخلاء في منطقتي العطاطرة والسلاطين في جباليا، بعد أن قال إنه وسع عملياته في المدينة.[57]
- أعلنت حركة حماس مسؤوليتها عن هجوم صاروخي على ناقلة جند إسرائيلية في حي السلام شرق رفح، ما أدى إلى مقتل وإصابة أفراد طاقمها.[56] كما قالوا أنهم فجروا جرافة تابعة للجيش الإسرائيلي شرق رفح.[58]
- قال حزب الله أنه أسقط بالون تجسس إسرائيلي فوق مستوطنة أدميت الإسرائيلية بالقرب من الحدود مع لبنان وأطلق صواريخ على قاعدة إطلاق البالون و"طاقم الإدارة".[59]
- اقتحم مستوطنون إسرائيليون المسجد الأقصى ورفعوا العلم الإسرائيلي.[60]
- قُتل جندي إسرائيلي من اللواء المدرع السابع في رفح، ليصل عدد قتلى الجيش الإسرائيلي في قطاع غزة إلى 273.[61]

### 15 مايو
- أفادت وزارة الصحة في غزة أن 60 فلسطينيًا على الأقل قتلوا في الهجمات الإسرائيلية خلال الـ 24 ساعة الماضية، ليصل عدد القتلى الفلسطينيين إلى 35233.[62]
- أصابت غارة جوية إسرائيلية منزل عائلة براش في مخيم البريج للاجئين، مما أدى إلى مقتل خمسة أشخاص.[63]
- استشهد شاب فلسطيني (20 عامًا) برصاص قوات الاحتلال الإسرائيلي في مدينة البيرة بالضفة الغربية.[64]
- قصفت القوات الإسرائيلية عيادة تابعة للأونروا في حي الصبرة بمدينة غزة، مما أدى إلى مقتل ما لا يقل عن 10 نازحين فلسطينيين.[65]
- استهدفت قوات الاحتلال الإسرائيلي مجموعة من الأشخاص في شارع الجلاء وشارع العيون وسط مدينة غزة، بغارة جوية بطائرة بدون طيار، ما أدى إلى استشهاد ثلاثة أشخاص على الأقل وإصابة آخرين.[66]
- أطلقت القوات الإسرائيلية النار على ممرضة فلسطينية وقتلتها في مخيم جباليا للاجئين.[67]
- توفي مقاول عسكري إسرائيلي كان يعمل لدى وزارة الدفاع الإسرائيلية متأثرا بجراحه التي أصيب بها في هجوم بقذائف الهاون الفلسطينية في جنوب قطاع غزة قبل يومين.[68]
- وقال الجيش الإسرائيلي إنه بدأ عمليات ضد المسلحين في وسط جباليا وخاض معارك ضارية خلال اليوم الماضي، مما أسفر عن مقتل "عدد كبير" من المسلحين. وأعلنت حماس مسؤوليتها عن الهجمات الصاروخية المضادة للدبابات ضد الجنود الإسرائيليين في المخيم، مما أسفر عن مقتل عشرة في منطقة بلوك 4، لكن الجيش الإسرائيلي لم يبلغ عن وقوع إصابات.[69]
- وتشير تقديرات الأمم المتحدة إلى أن حوالي 600 ألف شخص فروا من رفح منذ أن بدأت إسرائيل هجومها على المدينة، بما في ذلك 150 ألف شخص خلال الـ 48 ساعة الماضية.[70]
- قُتل شخصان، أحدهما القيادي في حزب الله حسين مكي، في غارة إسرائيلية بطائرة بدون طيار في صور جنوبي لبنان.[71]
- قُتل خمسة جنود إسرائيليين من لواء المظليين في حادثة نيران صديقة مزعومة بعد أن ظنت دبابة إسرائيلية أنهم مقاتلين فلسطينيين في جباليا، مما رفع عدد القتلى في الجيش الإسرائيلي إلى 278.[72]
- هاجمت القوات الإسرائيلية نقطة وصول إلى الإنترنت في مدينة غزة، مما أسفر عن مقتل أربعة أشخاص على الأقل وإصابة آخرين بجروح خطيرة.[73]
- هاجم مستوطنون إسرائيليون شاحنات تجارية يقودها سائقون فلسطينيون معتقدين أنها شاحنات مساعدات إنسانية بالقرب من مستوطنة جفعات أساف الغير الشرعية، وتعرض السائقون للضرب.[74]
- زعم حزب الله أنه شن هجوما ناجحا بطائرة بدون طيار غرب طبريا.[75]

### 16 مايو
- ذكرت وزارة الصحة في غزة أن 39 فلسطينيًا على الأقل قتلوا في الهجمات الإسرائيلية خلال الـ 24 ساعة الماضية، ليصل عدد القتلى الفلسطينيين إلى 35272.[76]
- أطلقت قوات الاحتلال الإسرائيلي النار على شاب فلسطيني في شارع صلاح الدين بالقدس الشرقية، مما أدى إلى استشهاده بزعم محاولته طعن جنود إسرائيليين.[77]
- أكملت الولايات المتحدة بناء الرصيف العائم في غزة وقالت إن المساعدات الإنسانية ستصل إليه قريبًا.[78]
- قُتل جندي إسرائيلي من لواء بيسلاماخ في "حادث اطلاق نار" على الحدود بين إسرائيل وغزة، ليصل عدد القتلى في الجيش الإسرائيلي إلى 279.[79]
- فرضت كندا عقوبات على أربعة أفراد إسرائيليين متهمين بارتكاب أعمال عنف ضد الفلسطينيين في الضفة الغربية المحتلة.[80]
- قصفت القوات الإسرائيلية منزل عائلة في خان يونس، مما أدى إلى مقتل خمسة أشخاص على الأقل.[81]
- أدت غارة جوية إسرائيلية على منطقة الفالوجة في جباليا إلى مقتل أربعة أشخاص من بينهم امرأة حامل.[82]

### 17 مايو
- ذكرت وزارة الصحة في غزة أن 31 فلسطينيًا على الأقل قتلوا في الهجمات الإسرائيلية خلال الـ 24 ساعة الماضية، ليصل عدد القتلى الفلسطينيين إلى 35303.[83]
- قصفت طائرة إسرائيلية مدرسة الجاعوني التي تؤوي النازحين في مخيم النصيرات للاجئين، مما أدى إلى استشهاد أربعة أشخاص.[84]
- أصيب ثلاثة جنود إسرائيليين بجروح على يد متطرفين إسرائيليين أشعلوا النار في شاحنة وأصابوا سائقها بالقرب من مستوطنة كوخاف هاشاهار غير القانونية، شرق رام الله.[85]
- اقتحمت قوات الاحتلال بلدة عنبتا، وأطلقت النار على فتى (16 عاما) في فخذه، وفي قلقيلية أصيب شاب برصاصة أثناء ركوبه دراجته أثناء اقتحام قوات الاحتلال للمدينة، كما أصيب شاب بالرصاص بالقرب من مخيم الجلزون للاجئين، شمال رام الله.[86]
- قتلت القوات الإسرائيلية بالرصاص فلسطينيًا وأصابت آخر خلال مداهمة في بلدة بلعا القريبة من طولكرم.[86]
- قُتل ثلاثة أشخاص، بينهم مقاتل من حزب الله وسوريان في غارات جوية إسرائيلية على قريتي النجارية والعدوسية في جنوب لبنان.[87]
- قُتل جندي إسرائيلي من لواء المظليين في اشتباكات عنيفة في حي جباليا بغزة وسط هجوم إسرائيلي جديد على المنطقة، مما رفع عدد القتلى من الجيش الإسرائيلي في قطاع غزة إلى 280.[88]
- انتشل الجيش الإسرائيلي جثث ثلاثة رهائن قتلوا في 7 أكتوبر، بما في ذلك جثة شاني لوك من نفق في غزة.[89][90]
- قُتل مسؤول حماس شرحبيل السيد، الذي كان مسؤولاً عن عمليات الجماعة في وادي البقاع الشرقي بلبنان، في غارة جوية إسرائيلية على سيارته في مجدل عنجر بلبنان.[91]
- قُتل القيادي البارز في حركة الجهاد الإسلامي في فلسطين إسلام خمايسة وأصيب عدد آخر من أعضاء المنظمة في غارة جوية إسرائيلية في جنين.[92]

### 18 مايو
- ذكرت وزارة الصحة في غزة أن 83 فلسطينيًا على الأقل قتلوا في الهجمات الإسرائيلية خلال الـ 24 ساعة الماضية، ليصل عدد القتلى الفلسطينيين إلى 35386.[93]
- قصفت القوات الإسرائيلية مبنى سكنيًا مقابل مستشفى كمال عدوان، مما أسفر عن مقتل ما لا يقل عن 22 شخصًا وإصابة أكثر من 30 آخرين.[94]
- استشهد أربعة أشخاص في غارة جوية إسرائيلية في خزاعة بخانيونس،[95] كما استشهد شخص واحد بقصف إسرائيلي على منزل في عبسان الكبيرة شرق المدينة.[96]
- استشهد ما لا يقل عن ثمانية أشخاص، بينهم نساء وأطفال، وأصيب 10 آخرون بعد أن استهدف قصف إسرائيلي مجموعة من الفلسطينيين كانوا يملأون حاويات المياه في منطقة الفالوجة بمدينة غزة.[97]
- استشهد شخصان في قصف إسرائيلي قرب مخيم النصيرات، كما استشهد شخصان آخران في قصف في وادي غزة.[98]
- ذكر شهود عيان في مخيم جباليا للاجئين أن الجيش الإسرائيلي كان يهدم المنازل بينما كان الناس لا يزالون فيها.[99]
- أصابت غارة إسرائيلية بطائرة بدون طيار غرب رفح سيارة كانت تحاول مغادرة المدينة، مما أدى إلى مقتل شخص واحد.[100] استشهد شخصان وسط مدينة رفح بعد أن قصفت قوات الاحتلال منزلاً.[101]
- أصيبت ناقلة نفط ترفع علم بنما بصاروخ في البحر الأحمر، ولم تعلن أي جماعة مسؤوليتها.[102]
- قُتل جنديان إسرائيليان من لواء جفعاتي وأصيب اثنان آخران بجروح خطيرة جراء انفجار في نفق مفخخ في رفح، مما يرفع عدد القتلى في صفوف الجيش الإسرائيلي في قطاع غزة إلى 282.[103]

### 19 مايو
- ذكرت وزارة الصحة في غزة أن 70 فلسطينيًا على الأقل قتلوا في الهجمات الإسرائيلية خلال الـ 24 ساعة الماضية، ليصل عدد القتلى الفلسطينيين إلى 35456.[104]
- أدت غارة جوية إسرائيلية على منزل في مخيم النصيرات إلى استشهاد ما لا يقل عن 31 شخصًا وإصابة 20 آخرين.[105][106]
- قالت سرايا القدس أنها استهدفت دبابة ميركافا 4 بالقرب من محطة تمراز في مخيم جباليا للاجئين، كما شنت هجمات صاروخية على مستوطنة سديروت.[107]
- استشهد ستة أشخاص بقصف إسرائيلي لمنزل في حي الدرج شرق مدينة غزة، فيما استشهد ثلاثة أشخاص بقصف إسرائيلي لمدرسة في الحي نفسه.[108]
- قصفت قوات الاحتلال الإسرائيلي مبنى سكنياً في منطقة جباليا البلد وسط رفح، مما أدى إلى مقتل ثلاثة أشخاص على الأقل.[109]
- هاجمت مجموعة من المستوطنين الإسرائيليين الغير شرعيين شاحنة مساعدات إنسانية قادمة من الأردن قرب بلدة ترقوميا غرب الخليل. وقامت المجموعة بإتلاف صناديق المواد الغذائية وإلقائها على الطريق.[110] كما هاجم مستوطنون غير شرعيين مركبات فلسطينية على طريق المعراجات شمال غرب مدينة أريحا، فيما هاجمت مجموعة أخرى من المستوطنين بحماية جيش الاحتلال موقع المسعودية الأثري في قرية برقة شمال غرب نابلس.[111]
- توفي جندي إسرائيلي من الكتيبة 202 التابعة لواء المظليين، أصيب في 15 مايو أثناء القتال في شمال غزة، متأثرًا بجراحه، ليصل عدد القتلى في صفوف الجيش الإسرائيلي في قطاع غزة إلى 283.[112]

### 20 مايو
- ذكرت وزارة الصحة في غزة أن 106 فلسطينيين على الأقل قتلوا في الهجمات الإسرائيلية خلال الـ 24 ساعة الماضية، ليصل عدد القتلى الفلسطينيين إلى 35,562.[113]
- قُتل ما لا يقل عن ثمانية من مقاتلي حزب الله في غارة جوية إسرائيلية على مبنى في القصير بسوريا.[114]
- أعلنت المحكمة الجنائية الدولية قرارها تقديم طلبات لإصدار أوامر اعتقال بحق ثلاثة مسؤولين في حركة حماس، هم يحيى السنوار، ومحمد الضيف، وإسماعيل هنية، إلى جانب المسؤولين الإسرائيليين بنيامين نتنياهو ويوآف غالانت، بتهم ارتكاب جرائم حرب وجرائم ضد الإنسانية.[115][116]

### 21 مايو
- ذكرت وزارة الصحة في غزة أن 85 فلسطينيًا على الأقل قتلوا في الهجمات الإسرائيلية خلال الـ 24 ساعة الماضية، ليصل عدد القتلى الفلسطينيين إلى 35647.[117]
- قُتل ما لا يقل عن سبعة فلسطينيين، من بينهم تلميذ، برصاص القوات الإسرائيلية خلال مداهمة في جنين.[118]
- أعلنت كتائب القسام أنها قتلت عددًا غير معروف من جنود الاحتلال في حي تل الزعتر شمال قطاع غزة.[119]
- وكان ثلاثة أطفال من بين خمسة مدنيين قتلوا في غارة جوية إسرائيلية بطائرة بدون طيار في مخيم يبنا للاجئين في رفح.[120][121]
- أصيب جندي من لواء جفعاتي وجندي من المجموعة اللوجستية بجروح خطيرة في جنوب غزة.[122]
- حاول مستوطنون إسرائيليون غير شرعيين، دون جدوى، اعتراض طريق شاحنة مساعدات إنسانية في القدس الشرقية المحتلة.[123]
- صادر مسؤولون إسرائيليون معدات وكالة أسوشيتد برس في سديروت وأغلقوا بثها المباشر على الحدود بين إسرائيل وغزة، قائلين إنها انتهكت قوانين الإعلام من خلال تقديم محتوى لقناة الجزيرة. وتم إلغاء الإغلاق والمصادرة في وقت لاحق بعد احتجاجات واسعة النطاق.[124]

### 22 مايو
- ذكرت وزارة الصحة في غزة أن 62 فلسطينيًا على الأقل قتلوا في الهجمات الإسرائيلية خلال الـ 24 ساعة الماضية، ليصل عدد القتلى الفلسطينيين إلى 35709.[125]
- زعم الجيش الإسرائيلي أنه نفذ غارة في خان يونس أسفرت عن مقتل ثلاثة مسلحين، من بينهم عضو رئيسي في حماس، في حين قتلت غارة أخرى خمسة نشطاء يعملون من مدرسة.[126]
- أصيب جندي إسرائيلي من الكتيبة 222 شمال غزة.[127]
- هاجمت القوات الإسرائيلية حي الزوايدة وسط قطاع غزة، مما أدى إلى مقتل ما لا يقل عن 10 أشخاص، بينهم نساء وأطفال.[128][129]
- أصابت غارة إسرائيلية منزلا لعائلة أبو زيادة في منطقة بئر النعجة شمال قطاع غزة، مما أدى إلى مقتل ستة أشخاص على الأقل.[130]
- أعلنت أيرلندا والنرويج وإسبانيا أنها ستعترف بدولة فلسطين.[131]
- قُتل ثلاثة جنود إسرائيليين، واحد من وحدة النخبة ياهالوم واثنان من كتيبة نيتساح يهودا في شمالي غزة، ليصل عدد القتلى في صفوف الجيش الإسرائيلي في قطاع غزة إلى 286.[132]
- قتلت القوات الإسرائيلية خمسة فلسطينيين آخرين خلال مداهمة مستمرة في جنين، مما رفع إجمالي عدد القتلى الفلسطينيين منذ 21 مايو إلى 12.[133]

### 23 مايو
- ذكرت وزارة الصحة في غزة أن 91 فلسطينيًا على الأقل قتلوا في الهجمات الإسرائيلية خلال الـ 24 ساعة الماضية، ليصل عدد القتلى الفلسطينيين إلى 35800.[134]
- أصيب ثلاثة جنود أمريكيين، أحدهم في حالة خطيرة، في حادث غير قتالي عند الرصيف العائم في غزة.[135]
- قال الجيش الإسرائيلي إنه شن غارة ضد نشطاء في بيت حانون وأعلن مقتل قائد كتيبة بيت حانون التابعة لحماس في جباليا.[136]
- بحسب ما ورد قتلت الغارات الجوية الإسرائيلية 12 شخصًا في دير البلح وعشرة آخرين في مدينة غزة.[136]

### 24 مايو
- ذكرت وزارة الصحة في غزة أن 57 فلسطينيا على الأقل قتلوا في الهجمات الإسرائيلية خلال الـ 24 ساعة الماضية، ليصل عدد القتلى الفلسطينيين إلى 35857.[137]
- أدى هجوم إسرائيلي على بلدة الزوايدة وسط قطاع غزة إلى مقتل شخصين.[138]
- هاجمت القوات الجوية الإسرائيلية منزلاً في حي الفاخورة بالقرب من مخيم جباليا للاجئين، مما أسفر عن مقتل خمسة أشخاص على الأقل. وقصف منزل آخر في حي الشيخ رضوان شمالي مدينة غزة، مما أدى إلى مقتل شخصين.[139]
- استشهد ما لا يقل عن 10 أشخاص في منطقة الشعبية بمدينة غزة بعد أن استهدفت القوات الإسرائيلية مجمعًا سكنيًا.[140]
- قُتل اثنا عشر شخصًا بعد أن قصف الجيش الإسرائيلي مستودعًا لتخزين المساعدات في دير البلح.[141]
- وانتشلت قوات الاحتلال الإسرائيلي جثث ثلاثة رهائن شمال جباليا.[142]
- أمرت محكمة العدل الدولية إسرائيل بوقف هجومها العسكري في رفح في أعقاب التماس قدمته جنوب أفريقيا، لكنها لم تأمر بوقف إطلاق النار.[143]

### 25 مايو
- ذكرت وزارة الصحة في غزة أن 46 فلسطينيًا على الأقل قتلوا في الهجمات الإسرائيلية خلال الـ 24 ساعة الماضية، ليصل عدد القتلى الفلسطينيين إلى 35903.[144]
- قُتل أربعة أشخاص بعد أن استهدفت غارة جوية إسرائيلية مبنى سكنيا في مخيم النصيرات للاجئين.[145]
- نشر رئيس الوزراء الفلسطيني محمد مصطفى صورة لجندي إسرائيلي يقرأ كتابا في مكتبة جامعة الأقصى في غزة بينما يحترق رف الكتب خلف الجندي. وذكر مصطفى أن "إسرائيل استهدفت كافة الجامعات في القطاع، وتم تدمير بعضها بشكل كامل".[146]
- أصيب شاب فلسطيني خلال اشتباك مسلح مع مستوطنين إسرائيليين غير شرعيين بحماية جيش الاحتلال في قصرة جنوبي نابلس. ووقع هجوم آخر في ظهر العباد جنوب غرب جنين، حيث قام مستوطنون إسرائيليون غير شرعيين بقطع 15 شجرة زيتون مملوكة لفلسطينيين باستخدام مناشير كهربائية.[147]
- قالت كتائب القسام أنها قصفت دبابة ميركافا إسرائيلية بصاروخ ياسين 105 قرب بوابة صلاح الدين برفح.[148] ودبابتان لقوات الاحتلال في مخيم جباليا للاجئين، إحداهما خلف مدرسة أبو زتون، والأخرى على مفرق البرعي.[149]
- أعلنت كتائب القسام أن أحد قناصيها أطلق النار على جندي إسرائيلي في جباليا فأرداه قتيلا.[150]
- وقال الجيش الإسرائيلي إن جنديا من لواء بيسلاماخ أصيب بجروح خطيرة أثناء القتال في شمال غزة.[151]
- استشهد مواطن جراء قصف مدفعي إسرائيلي في منطقة خربة العدس برفح.[152]
- قال حزب الله أنه دمر دبابة إسرائيلية وقتل طاقمها بصاروخ في موقع المرج العسكري.[153]
- استشهد عشرة أشخاص وأصيب أكثر من 17 آخرين في هجمات إسرائيلية على مدرسة في حي الصفطاوي شمال قطاع غزة.[154] انفصلت الأمواج العاتية عن أربع سفن كانت في رصيف ميناء غزة الإنساني عن مراسيها، وجنحت في مواقع منفصلة في قطاع غزة وإسرائيل.[155]
- قُتل ثلاثة أشخاص، بينهم رجل سوري يعمل في حزب الله، في غارة إسرائيلية بطائرة بدون طيار في القصير.[156]

### 26 مايو
- ذكرت وزارة الصحة في غزة أن 81 فلسطينيًا على الأقل قتلوا في الهجمات الإسرائيلية خلال الـ 24 ساعة الماضية، ليصل عدد القتلى الفلسطينيين إلى 35984.[157]
- قُتل ما لا يقل عن 40 شخصًا وأصيب أكثر من 65 آخرين في غارة جوية إسرائيلية على مخيم في حي تل السلطان. وورد أن عدة أشخاص أحرقوا أحياء في الهجوم.[158][159]
- وأعلنت كتائب القسام أنها أصابت وأسرت عددا غير معروف من جنود الاحتلال في كمين استدرجهم إلى نفق في جباليا. ونفى الجيش الإسرائيلي هذا الادعاء.[160]
- قال حزب الله أنه ضرب نظامًا تقنيًا إسرائيليًا في موقع العباد العسكري على الحدود اللبنانية.[161]
- أطلقت حماس ثمانية صواريخ باتجاه منطقة تل أبيب. وتم اعتراض عدة صواريخ. وتسبب الباقي في أضرار للمباني والأماكن العامة. ولم يتم الإبلاغ عن وقوع إصابات.[162]
- دعا أحد جنود الاحتياط الإسرائيليين في غزة إلى التمرد ضد الحكومة الإسرائيلية، لكن الجيش الإسرائيلي طرده واستجوبته الشرطة الإسرائيلية فيما بعد.[163]
- استشهد جندي إسرائيلي من كتيبة روتم التابعة للواء جفعاتي شمال غزة، بينما أصيب جندي من وحدة ملازم إيلات جنوب غزة. وتوفي رقيب من كتيبة نيتساح يهودا متأثرا بجراحه التي أصيب بها في غزة يوم 22 مايو، ليصل عدد القتلى في الجيش الإسرائيلي إلى 288.[164][165][166]
- استشهد 12 شخصاً وأصيب أكثر من 20 آخرين بعد أن قصفت القوات الإسرائيلية منزلاً في جباليا النزلة.[167]

### 27 مايو
- أفادت وزارة الصحة في غزة أن 66 فلسطينيًا على الأقل قتلوا في الهجمات الإسرائيلية خلال الـ 24 ساعة الماضية، ليصل عدد القتلى الفلسطينيين إلى 36050.[168]
- منعت إسرائيل القنصلية الإسبانية في القدس من تقديم الخدمات لسكان السلطة الفلسطينية.[169]
- قصفت طائرات الاحتلال الإسرائيلي منزلاً تابعاً لمنزل عائلة البطران الذي تم قصفه في منطقة الزرقاء شمال مدينة غزة، مما أدى إلى مقتل خمسة أشخاص من بينهم أم حامل وطفلها. كما قتل شخص آخر في هجوم منفصل في مخيم البريج للاجئين.[170]
- استشهد فتى فلسطيني يبلغ من العمر 14 عامًا، برصاص قوات الاحتلال الإسرائيلي في سعير شمال شرق الخليل.[171]
- وقع اشتباك بين قوات إسرائيلية وقوات مصرية بالقرب من رفح، مما أدى إلى مقتل جندي مصري بحسب ما أعلن الجيش المصري.[172][173]
- قتل ثلاثة من أفراد الشرطة الفلسطينية في غارة جوية إسرائيلية على مخيم النصيرات للاجئين.[174]
- استشهد شخص وأصيب عشرة آخرون جراء غارة إسرائيلية بطائرة بدون طيار استهدفت دراجة نارية خارج مستشفى في بنت جبيل بجنوب لبنان.[175]

### 28 مايو
- أفادت وزارة الصحة في غزة أن 46 فلسطينيًا على الأقل قتلوا في الهجمات الإسرائيلية خلال الـ 24 ساعة الماضية، ليصل عدد القتلى الفلسطينيين إلى 36096.[176]
- نددت السلطات الصحية في غزة بقصف دبابة إسرائيلية لمخيم المواصي، مما أدى إلى مقتل 21 شخصًا، ونفته إسرائيل.[177]
- أسفرت الغارات الجوية الإسرائيلية على غرب رفح عن مقتل سبعة أشخاص.[178]
- أعلنت سرايا القدس أنها أسقطت طائرة إسرائيلية رباعية الدفع في مخيم جباليا.[179]
- قُتل ستة أشخاص بالقرب من مستشفى كمال عدوان بعد أن واصلت القوات الإسرائيلية هجماتها على المنطقة.[180]
- قُتل ثلاثة جنود إسرائيليين من لواء ناحال وجُرح ثلاثة آخرون جراء انفجار في مبنى مفخخ في رفح، ليصل عدد قتلى الجيش الإسرائيلي في قطاع غزة إلى 291.[181]

### 29 مايو
- أفادت وزارة الصحة في غزة أن 75 فلسطينيا على الأقل قتلوا في الهجمات الإسرائيلية خلال الـ 24 ساعة الماضية، ليصل عدد القتلى الفلسطينيين إلى 36171.[182]
- استشهد مواطن بعد أن هاجمت قوات الاحتلال الإسرائيلي الجزء الغربي من مدينة دير البلح.[183]
- أطلق عناصر حماس النار باتجاه مستوطنة بات حيفر الإسرائيلية من محافظة طولكرم في الضفة الغربية، مما أدى إلى وقوع أضرار.[184]
- قُتل جندي إسرائيلي من لواء المظليين أثناء قتال حماس في شمال غزة، ليصل عدد القتلى من الجيش الإسرائيلي في قطاع غزة إلى 292.[185]
- قال الجيش الإسرائيلي إنه سيطر على محور صلاح الدين.[186]
- قُتل ستة من مقاتلي حزب الله في غارة جوية إسرائيلية على منطقة الفرقلس في محافظة حمص في سوريا.[187]

### 30 مايو
- أفادت وزارة الصحة في غزة أن 53 فلسطينيا على الأقل قتلوا في الهجمات الإسرائيلية خلال الـ 24 ساعة الماضية، ليصل عدد القتلى الفلسطينيين إلى 36224.[188]
- توفي جنديان إسرائيليان من لواء كفير متأثرين بجراحهما بعد أن دهستهما سيارة خارج نابلس في الليلة السابقة.[189]
- قُتل تسعة أشخاص بعد أن قصفت القوات الإسرائيلية منزل عائلة في بيت حانون.[190]
- استشهد سبعة أشخاص بعد أن استهدفت غارة إسرائيلية بطائرة بدون طيار منطقة مأهولة بالسكان يلجأ إليها النازحون شمال قطاع غزة. استشهد شخص جراء غارة إسرائيلية لطائرة بدون طيار في مخيم الشاطئ للاجئين.[191]
- قتلت قناصة الاحتلال الإسرائيلي، ثلاثة مدنيين فلسطينيين، في حي تل الهوى بمدينة غزة.[192]
- أعلنت حكومة سلوفينيا عزمها الاعتراف بدولة فلسطين.[193][194]
- أسقط الدفاع الجوي الإسرائيلي عن طريق الخطأ طائرة بدون طيار تابعة للجيش الإسرائيلي في مستوطنة شلومي.[195]
- قُتل جنديان إسرائيليان على يد حماس أثناء القتال في غزة، مما رفع عدد القتلى من الجيش الإسرائيلي في قطاع غزة إلى 294.[196]
- وأضرمت النيران في سوق للخضار بعد أن اقتحمت قوات الاحتلال مدينة رام الله.[197]

### 31 مايو
- أفادت وزارة الصحة في غزة أن 60 فلسطينيا على الأقل قتلوا في الهجمات الإسرائيلية خلال الـ 24 ساعة الماضية، ليصل عدد القتلى الفلسطينيين إلى 36284.[198]
- استشهد أربعة أشخاص في مخيم البريج بعد أن أصابت غارة جوية إسرائيلية منزلاً يعود لعائلة الحر.[199] واستشهد خمسة أشخاص بعد أن قصفت قوات الاحتلال الإسرائيلي منزلاً لعائلة السوس في نفس المخيم.[200]
- أصيب ثلاثة أشخاص جراء غارة جوية إسرائيلية استهدفت مبنى سكنيا في حي التفاح بمدينة غزة.[201]
- قُتل ما لا يقل عن 14 شخصاً وأصيب 42 آخرون بعد أن ضربت غارات جوية أمريكية وبريطانية محافظة الحديدة التي يسيطر عليها الحوثيون في اليمن.[202] رداً على ذلك، شن الحوثيون هجوماً صاروخياً على حاملة الطائرات يو إس إس دوايت دي أيزنهاور.[203]
- استشهد ثلاثة أشخاص بعد أن استهدفت غارة جوية إسرائيلية سيارة في مخيم النصيرات.[204]
- أسفرت غارة جوية إسرائيلية على سيارة إسعاف عن مقتل مسعف وإصابة آخر في الناقورة بجنوب لبنان.[205]
- استشهد شخصان بقصف إسرائيلي قرب جامعة في حي تل الهوى بمدينة غزة.[206]
- وأعلن الجيش الإسرائيلي انسحابه من جباليا بعد أسابيع من القتال العنيف.[207][208]
- أعلن الرئيس الأمريكي جو بايدن عن اقتراح إسرائيلي لوقف إطلاق النار.[209]
- ذكرت الأونروا أنها تلقت تقارير عن قيام الجيش الإسرائيلي بإشعال النار في خيام النازحين.[210]

## يونيو 2024

### 1 يونيو
- أفادت وزارة الصحة في غزة أن 95 فلسطينيًا على الأقل قتلوا في الهجمات الإسرائيلية خلال الـ 24 ساعة الماضية، ليصل عدد القتلى الفلسطينيين إلى 36379.[211]
- توفي طفل فلسطيني يبلغ من العمر 13 عاما، متأثرا بسوء التغذية والجفاف في مستشفى شهداء الأقصى بدير البلح، ليكون الشخص رقم 37 الذي يتوفى بسبب سوء التغذية منذ بداية الحرب.[212]
- استشهد ثلاثة فلسطينيين بنيران المدفعية الإسرائيلية في حي الرمال بمدينة غزة.[213]
- أصيب ثلاثة شبان فلسطينيين برصاص قوات الاحتلال الإسرائيلي أثناء توغلها في مخيم بلاطة للاجئين شرق نابلس.[214] أصيب شاب فلسطيني بجراح خطيرة بعد إطلاق النار عليه من قبل قوات الاحتلال الإسرائيلي في حي مرحبا بمدينة البيرة.[215]

### 2 يونيو
- ذكرت وزارة الصحة في غزة أن 60 فلسطينيا على الأقل قتلوا في الهجمات الإسرائيلية خلال الـ 24 ساعة الماضية، ليصل عدد القتلى الفلسطينيين إلى 36439.[216]
- هدمت قوات الاحتلال الإسرائيلي منزلاً في حي الولجة شمال غرب بيت لحم.[217]
- استشهد راعيان أغنام في غارة جوية إسرائيلية على منزل في قرية حولا بلبنان.[218]
- استشهد سبعة فلسطينيين، جراء قصف إسرائيلي لسيارة مدنية في منطقة الزوايدة بدير البلح.[219]
- منعت جزر المالديف دخول حاملي جوازات السفر الإسرائيلية ردًا على الحرب الإسرائيلية على غزة.[220]
- وأعلنت كتائب القسام مسؤوليتها عن الهجوم الذي استهدف جرافة عسكرية إسرائيلية من طراز D9 في مخيم يبنا للاجئين برفح.[221]
- غارة جوية إسرائيلية أصابت منزلاً في مخيم البريج، مما أدى إلى مقتل شخصين.[222] وهاجمت القوات الإسرائيلية منزلاً في النصيرات، مما أدى إلى مقتل أربعة أشخاص.[223]
- هاجمت قوات الاحتلال المستشفى الإندونيسي، ودمرت مركز نورا الكعبي التخصصي لمرضى غسيل الكلى.[224]
- استشهد شخصان بقصف جوي إسرائيلي على منطقة أبو حلاوة شرق رفح.[225]

### 3 يونيو
- ذكرت وزارة الصحة في غزة أن 40 فلسطينيا على الأقل قتلوا في الهجمات الإسرائيلية خلال الـ 24 ساعة الماضية، ليصل عدد القتلى الفلسطينيين إلى 36479.[226]
- قُتل 17 مقاتلاً موالياً للحكومة السورية بعد غارات جوية إسرائيلية استهدفت مصنعاً بالقرب من حلب في سوريا.[227]
- هاجمت القوات الإسرائيلية مبنى سكنيا في حي الصبرة بمدينة غزة، مما أدى إلى مقتل أربعة أشخاص.[228]
- اعتقلت قوات الاحتلال الإسرائيلي صحفياً من وكالة وفا في مستوطنة أريئيل.[229]
- انتشال جثة امرأة قتلتها قوات الاحتلال في منطقة أبوالعجين شرق دير البلح.[230]
- تم العثور على جثة المسعف الإسرائيلي الذي يعتقد أنه تم احتجازه كرهينة في 7 أكتوبر في نير عوز.[231]
- استشهد ثلاثة شبان فلسطينيين برصاص القوات الإسرائيلية خلال مداهمة في نابلس.[232]
- أعلن الجيش الإسرائيلي مقتل أربعة رهائن في غزة.[233]
- استشهد ثلاثة أشخاص بعد أن أصاب صاروخ إسرائيلي منزلاً لعائلة غانم شمال البريج.[234]

### 4 يونيو
- أفادت وزارة الصحة في غزة أن 71 فلسطينيا على الأقل قتلوا في الهجمات الإسرائيلية خلال الـ 24 ساعة الماضية، ليصل عدد القتلى الفلسطينيين إلى 36,550.[235]
- استشهد شابان فلسطينيان بالرصاص على حاجز إسرائيلي بالقرب من طولكرم، وقال الجيش الإسرائيلي إن الرجال كانوا يخططون لشن هجوم على المستوطنات الإسرائيلية.[236]
- وقعِت اشتباكاتٍ عنيفةٍ بين فصائل المقاومة في الضفة الغربيّة وبين جيش الاحتلال الإسرائيلي عندما اقتحمَ في ساعاتِ الصباح الأولى مدينة طولكرم محاولًا فرض حصارٍ على محيط بوابة 104 الواقعة غرب المدينة.[237] وتعرضت نابلس و‌قلقيلية هي الأخرى لاقتحامٍ من الجيش الإسرائيلي في ظلِّ غيابٍ مطلقٍ لما يُعرف بأجهزة الأمن الفلسطينيّة منذ السابع من أكتوبر 2023، ونشرَ الجيش الإسرائيلي بيانًا أعلنَ فيه «القضاء على مسلحين اثنين حاولا تنفيذ عملية إطلاق نار صوب بلدات إسرائيلية في طولكرم».[238]
- قرَّرت الشرطة الإسرائيلية السماحَ للمستوطنين بتنظيم المسيرى السنويّة التي يرفعون فيها الأعلام بالقدس والتي تُعرف باسمِ مسيرة الأعلام. ليس هذا فحسب، بل قرَّرت الشرطة الإسرائيلية في استفزازٍ واضحٍ للفلسطينيين السماح بمرور المسيرة من باب العامود بالبلدة القديمة في القدس المحتلة وعيَّنت 3 آلاف شرطي ومجنَّد لحماية المسيرة.[239]

التنسيق الأمني المستمر
أعلنت أجهزة أمن السلطة في مدينة طوباس سيطرتها على عتادٍ عسكري ومقتنيات شخصية لأحد المطاردين كتيبة طوباس بكتيبة طوباس التابعة لسرايا القدس وهي من الكتائب التي تخوض اشتباكات مستمرة ومتكررة مع جيش الاحتلال الإسرائيلي وتُحاول منعه في كل مرة من اقتحامِ المدينة بينما تنسحبُ أجهزة أمن السلطة التي تقودها حركة فتح – في إطار اتفاقها الأمني معَ إسرائيل – وتترك المدينة والبلدات لإسرائيل قبل أن تعود بعد انتهاء المهمّة في تعاونٍ وثيقٍ بين الطرفين.
عملية عسكرية إسرائيلية في مخيّم البريج
بدأت إسرائيل مغرب هذا اليوم قصفًا مدفعيًا مكثفًا استهدفَ المناطق الشرقية لمخيمي المغازي والبريج وسط قطاع غزة معلنةً عن بدء عمليّة عسكرية جديدة هناك بعدما كانت قد أعلنت قضائها على كلّ جيوب المقاومة في المحافظة الوُسطى. تسبَّب هذا الهجوم الجديد والذي جرى التسبيق له عبر قصفٍ جوي ومدفعي مكثف في مقتل 3 فلسطينيين وجرحِ عشرات آخرين بحسبِ أحد مراسلي قناة الجزيرة المتواجدين في عينِ المكان.
- استشهد ثلاثة أشخاص جراء القصف الإسرائيلي على مخيم البريج للاجئين.[242] وفي وقت لاحق، شنت القوات الإسرائيلية هجومًا على المخيم،[243] أسفر عن مقتل ما لا يقل عن 15 شخصًا وإصابة العشرات وفقًا لوزارة الصحة في غزة.[244]
- استشهد شخصان في قصف إسرائيلي في حي الزيتون بمدينة غزة.[245]
- استشهد ثلاثة مواطنين بعد أن قصفت قوات الاحتلال الإسرائيلي منزلاً في حي الدرج بمدينة غزة.[246]
- تعرضت دير البلح لسلسلة غارات إسرائيلية عنيفة تسببت في مقتلِ 7 فلسطينيين على الأقل ممن وصلت جثثهم لمستشفى شهداء الأقصى.[247]
- استشهد 3 فلسطينيين آخرين إثر قصف إسرائيلي استهدف منزلًا في مخيم المغازي وسطَ القطاع والذي تعرّض هذا اليوم للكثير من الغارات.[248]
- أعلنت القسّام استهدافها حفارًا عسكريًا ودبابتين من نوع ميركافا بقذائف الياسين 105 في مخيم يبنا برفح، فضلًا عن استهدافِ قوة إسرائيليّة قوامها بحسبِ بيان القسّام 15 جنديًا في كمين موصفتهُ بالمُحكَم داخل أحد المنازل جنوب حي الصبرة في مدينة غزة.[249]
- تبنت سرايا القدس مسؤوليتها عن مهاجمة مدرعات إسرائيلية قرب تل زعرب غرب رفح.[250]
- أعلنت كتائب القسام أنها أصابت جنودا إسرائيليين في مدينة غزة من خلال استدراجهم إلى مبنى مفخخ ثم دمرته لاحقا باستخدام قنبلة فراغية، كما زعمت أنها أصابت ميركافا إسرائيلية بعد وصول تعزيزات إلى حي الصبرة الجنوبي.[251]
- قصفت قوات الاحتلال الإسرائيلي سيارة قرب ملجأ للنازحين الفلسطينيين شمال دير البلح، ما أدى إلى استشهاد ثمانية أشخاص بينهم أطفال.[252] وقصفت القوات الإسرائيلية منزلاً في المدينة، مما أدى إلى مقتل خمسة أشخاص.[253]
- أطلق حزب الله اللبناني طائرة مسيّرة صوبَ مدينة صفد في الجليل الأعلى ونجحت إسرائيل في إسقاطها هذه المرّة قبل الوصول لهدفها، من جهتها ردَّت إسرائيل عبر غارة جويّة من طائرة مسيرة استهدفت سيارة في محيط بلدة يحمر في قضاء البقاع الغربي شرقي لبنان ما تسبب في إصابة 3 لبنانيين،[254]
- تعرَّضت بلدة كفرشوبا الجنوبية لقصفٍ إسرائيلي بالقذائف الحارقة وردَّ الحزب من خلال قذائف صاروخيّة استهدفَ بها المستوطنات الإسرائيليّة المحادية.[255]
- وخلال لقاءٍ معَ جريدة إسرائيل اليوم زعمَ هليفي رئيس الأركان الإسرائيليّة من موقعٍ في الحدود الشمالية بأنّ إسرائيل تقترب من النقطة التي يجب فيها اتخاذ قرار بمهاجمة حزب الله ولبنان مُضيفًا أنّ الجيش جاهزٌ للهجوم، وجاءت التصريحات بعدما رفع حزب الله وبشكل ملحوظٍ من وتيرة استهدافاته للمستوطنات الإسرائيليّة والجنود وقصفَ عبر المسيرات الانقضاضية منظومة قبة حديديّة واحدة على الأقل فضلًا عن عشرات الاستهدافات الأخرى لمواقف متفرقة منذ بداية يونيو/حزيران فحسب.[256]
- اعترفت سلوفينيا رسميًا بدولة فلسطين.[257]
- صوت المجلس الوطني السويسري ضد الاعتراف بدولة فلسطين. ومع ذلك، صرح وزير الخارجية إينياتسيو كاسيس أن سويسرا تؤيد حل الدولتين.[258]

### الضغط الدولي على حماس
الضغط الأمريكي الفرنسي
واصلت عددٌ من الدول الغربيّة الضغط على حركة حماس من أجل قبول الصفقة الجديدة التي اقترحها بايدن في خطابه حول الشرق الأوسط قبل أيامٍ بالتنسيقِ والتشاور مع إسرائيل، وعاد بايدن هذا اليوم ليقول في حوارٍ له مع مجلّة التايم الأمريكيّة إنّ حماس هي المسؤولة عن عدم تنفيذ الصفقة وبإمكانها إنهاء هذا الأمر غدًا. هاجمَ بايدن خلال حديثه المحكمة الجنائية الدولية وقالَ إنه لا يعترفُ بها وذلك بعد توجيهها لائحة اتهامٍ ضدّ نتنياهو. وحاولت فرنسا حاولت بدورها ممارسة ضغطٍ ضدّ حماس وباقي فصائل المقاومة، ونشر الإليزيه بيانًا يؤكّد فيه دعوة ماكرون مجددًا حركة حماس إلى قبول خطة وقف إطلاق النار.
حماس توضّح رؤيتها بخصوص المقترح الأمريكي الإسرائيلي
خرجَ القيادي الحمساوي في بيروت أسامة حمدان في مؤتمرٍ صحفي جديد تحدث فيه عن الكثير من النقاط لعلَّ أبرزها رؤية حماس للاتفاق الذي يُمكنها الموافقة عليه. خلال المؤتمر أكّد حمدان أنّ الاحتلال الإسرائيلي لن يرى أسراه إلا وفق صفقة تبادل عادلة ينعم عبرها الأسرى الفلسطينيون بالحريّة، كما شرحَ كيف أنّ إسرائيل وبدعمٍ من أمريكا تُريد مرحلة واحدة من الصفقة وهي مرحلة تبادل الأسرى ثم استئناف الحرب وهو الشيء الذي رفضه حمدان ورفضته حماس رفضًا قاطعًا مشددةً على أنّه لن يكون هناك اتفاقٌ دون التوقيع على وقفٍ نهائي لإطلاق النار.

### 5 يونيو
- ذكرت وزارة الصحة في غزة أن 36 فلسطينيا على الأقل قتلوا في الهجمات الإسرائيلية خلال الـ 24 ساعة الماضية، ليصل عدد القتلى الفلسطينيين إلى 36586.[263]
- أصيب ما لا يقل عن عشرة أشخاص في هجوم بطائرة بدون طيار في حرفيش شمال إسرائيل.[264]
- قُتل أربعة أشخاص وجرح آخرين بعد أن استهدف سلاح الجو الإسرائيلي بغارة جوية تجمعًا للمواطنين في حي الرمال بمدينة غزة.[265][266]
- بدأ مئات الإسرائيليين المحسوبين على الأحزاب الصهيونيّة المتطرّفة في إحياء الذكرى السنوية لاحتلال القدس من خلال تنظيمِ مسيرة سمحت الشرطة بعبورها من باب العامود، وأعلنت دائرة الأوقاف الإسلامية إغلاق باب المغاربة وذلك عقبَ اقتحام أكثر من ألف مستوطنٍ المسجد الأقصى وسط حراسة أمنية مشددة.[267] وأظهرت مقاطع فيديو مصوَّرة مجموعة من الشباب اليهود أثناء تخريبهم لعددٍ من المرافق في البلدة القديمة بالقدس فيما اعتدى آخرون بالشتم والضرب على مجموعة من الفلسطينيين والصحفيين عدى عن مضايقة المصوّرين ومحاولة منعهم من توثيق الأحداث الجاريّة.[268]
- جرف مستوطنون من مستوطنتي ياكير ونوفيم الغير القانونيتين، أراضي المواطنين الفلسطينيين في منطقة وادي قانا شمال غرب سلفيت.[269]
- قال الجيش الإسرائيلي إنه سيطر على مخيم البريج للاجئين ودير البلح.[270]
- وقصفت مروحيات الاحتلال الإسرائيلي بحسبِ مراسل قناة الجزيرة منطقةً وسط مدينة رفح جنوبي قطاع غزة، فيما تواصلت الحملة الإسرائيليّة على وسط القطاع حيث سقطَ عددٌ من الفلسطينيين ما بين قتلى وجرحى في قصفٍ إسرائيلي استهدف منزلًا لعائلة درويش في مخيم المغازي، وسقطَ ضحايا آخرون إثر قصف إسرائيلي استهدف منزلًا لعائلة القطاوي في مخيم النصيرات.[271]
- وتعرّضت السفارة الأمريكية المتواجدة في منطقة عوكر في جبل لبنان بالصباح لإطلاق نارٍ استهدف مرافقها الداخليّة وأظهر مقطع فيديو صُوّر من السفارة صوت الرصاص أثناء الاشتباكات.[272] نجمت هذه الاشتباكات عن إصابة المهاجِم الذي يحملُ الجنسية السورية وحصل تضاربٌ في الأنباء حول مقتله من عدمه.[273]

### 6 يونيو
- ذكرت وزارة الصحة في غزة أن 68 فلسطينيا على الأقل قتلوا في الهجمات الإسرائيلية خلال الـ 24 ساعة الماضية، ليصل عدد القتلى الفلسطينيين إلى 36654.[274]
- قصف الجيش الإسرائيلي مدرسة تابعة للأمم المتحدة في النصيرات، مما أسفر عن مقتل ما لا يقل عن 40 شخصا. وزعم أنه قصف مجمعًا لحماس في المدرسة، وأن المسلحين الذين شاركوا في هجمات 7 أكتوبر كانوا من بين الضحايا.[275]
- استشهد ثلاثة فلسطينيين برصاص قوات الاحتلال الإسرائيلي أثناء توغلها في جنين.[276][277]
- قُتل جندي إسرائيلي من كتيبة لواء ألون 5030 في هجوم بطائرة بدون طيار لحزب الله في حرفيش، مما رفع عدد القتلى في الجيش الإسرائيلي في الصراع مع حزب الله إلى 21.[278]
- قُتل جندي إسرائيلي من فرقة غزة وثلاثة من أعضاء حماس عندما حاول المسلحون التسلل إلى إسرائيل من رفح، مما رفع عدد القتلى من الجيش الإسرائيلي في قطاع غزة إلى 295.[279]
- فرضت الولايات المتحدة عقوبات على منظمة "عرين الأسود"، متهمة المجموعة التي تتخذ من الضفة الغربية مقراً لها "بتهديد السلام والاستقرار".[280]

### 7 يونيو
- ذكرت وزارة الصحة في غزة أن 77 فلسطينيا على الأقل قتلوا في الهجمات الإسرائيلية خلال الـ 24 ساعة الماضية، ليصل عدد القتلى الفلسطينيين إلى 36731.[281]
- استشهد فلسطينيان برصاص قوات الاحتلال الإسرائيلي غرب رفح.[282]
- أصيب عدد من الصيادين الفلسطينيين بعد أن أطلقت القوات الإسرائيلية النار على ميناء رفح.[283]
- تم انتشال جثتين بعد أن قصفت قوات الاحتلال الإسرائيلي منزلاً في محيط مسجد السلام بحي الصبرة بمدينة غزة.[284]
- استشهد فلسطيني بعد أن قصفت قوات الاحتلال الإسرائيلي مدينة الزوايدة.[285]
- أصيب شاب فلسطيني بجراح جراء اعتداء مجموعة من المستوطنين غير الشرعيين في منطقة رأس عين العوجا شمال مدينة أريحا.[286] كما أضرم مستوطنون إسرائيليون غير شرعيين النار في الأراضي الزراعية الفلسطينية في قرية برقة شرقي رام الله.[287]
- قال الحوثيون أنهم هاجموا سفينتين بالصواريخ والطائرات بدون طيار، وهما Elbella و AAL GENOA.[288]
- أصيب ثلاثة فلسطينيين في قصرة بعد أن أضرم مستوطنون إسرائيليون النار في أحد ممتلكاتهم.[289]

### 8 يونيو
- ذكرت وزارة الصحة في غزة أن 70 فلسطينيا على الأقل قتلوا في الهجمات الإسرائيلية خلال الـ 24 ساعة الماضية، ليصل عدد القتلى الفلسطينيين إلى 36801.[290]
- قُتل شاب فلسطيني بالرصاص وأصيب اثنان آخران برصاص القوات الإسرائيلية خلال مداهمة في عنبتا.[291]
- وأضافت الأمم المتحدة إسرائيل إلى قائمة "الدول التي ارتكبت انتهاكات ضد الأطفال في النزاعات المسلحة".[292] وشملت أيضا حماس والجهاد الإسلامي الفلسطيني.[293]
- أعلن الجيش الإسرائيلي عن إنقاذ أربعة رهائن تم احتجازهم خلال هجوم مهرجان رعيم الموسيقي في 7 أكتوبر في وسط قطاع غزة. بينما في المجزرة قُتل ما لا يقل عن 276 فلسطينيًا وأُصيب أكثر من 698 شخصًا على يد القوات الإسرائيلية خلال العملية.[294][295][296]
- قُتل ضابط من وحدة "اليمام" الإسرائيلية أثناء عملية إنقاذ رهائن وسط غزة، ليصل عدد القتلى الإسرائيليين في قطاع غزة إلى 296.[297]
- استشهد شخصان بعد أن دمرت غارة جوية إسرائيلية محطة بنزين في ضواحي عيترون بجنوب لبنان.[298]
- تم الإبلاغ عن احتجاجات مناهضة للحرب ومناهضة للحكومة في تل أبيب وحيفا، وتم اعتقال 33 متظاهرًا.[299]

### 9 يونيو
- ذكرت وزارة الصحة في غزة أن 283 فلسطينيا على الأقل قتلوا في الهجمات الإسرائيلية خلال الـ 24 ساعة الماضية، ليصل عدد القتلى الفلسطينيين إلى 37084.[300]
- استشهد ثلاثة أشخاص بعد أن قصفت قوات الاحتلال الإسرائيلي مبنى سكنياً في البريج.[301]
- قصفت قوات الاحتلال الإسرائيلي مبنى سكنياً في حي الدرج بمدينة غزة، مما أدى إلى مقتل ثلاثة أشخاص، بينهم طفل.[302]
- اشتعلت النيران في سفينة شحن في البحر الأحمر بعد تعرضها لهجوم صاروخي حوثي.[303]
- أعلن الوزير الإسرائيلي وزعيم المعارضة بيني غانتس استقالته من حكومة الحرب الإسرائيلية كذلك أعلن غادي أيزنكوت إستقالته.[304]

### 10 يونيو
- أفادت وزارة الصحة في غزة أن 40 فلسطينيا على الأقل قتلوا في الهجمات الإسرائيلية خلال الـ 24 ساعة الماضية، ليصل عدد القتلى الفلسطينيين إلى 37124.[305]
- أطلقت ستة صواريخ مضادة للدبابات من شمال لبنان على منطقة الجليل الأعلى، مما أدى إلى نشوب حرائق وإلحاق أضرار بأحد المنازل في مانارا.[306]
- هاجم الحوثيون سفينة الحاويات تاففيشي، وهي سفينة حاويات ترفع العلم الليبيري ومملوكة لسويسرا في خليج عدن، وسفينة أخرى في المنطقة.[307]
- قُتل شابان فلسطينيان، أحدهما صبي يبلغ من العمر 15 عامًا، برصاص القوات الإسرائيلية خلال مداهمة في الفارعة بالضفة الغربية.[308]
- استشهد أربعة فلسطينيين برصاص قوات الاحتلال الإسرائيلي أثناء توغلها في كفر نعمة بالضفة الغربية.[309]
- ووافق مجلس الأمن التابع للأمم المتحدة على اقتراح لوقف إطلاق النار تدعمه الولايات المتحدة.[310]
- قالت إسرائيل إن أربعة جنود قتلوا في حي الشابورة برفح بعد انفجار عبوات ناسفة في أحد المباني.[311]
- قُتل أربعة جنود من لواء جفعاتي الإسرائيلي وجُرح سبعة آخرون بعد انهيار مبنى مفخخ عليهم، مما رفع عدد القتلى من الجيش الإسرائيلي في قطاع غزة إلى 300.[312]
- اقتحمت إسرائيل في ساعات الصباح الباكر عددًا من المدن بما في ذلك طوباش وطولكرم لكنها شهدت مقاومة ملحوظة كما في كلّ مرة من فصائل محليّة تتبعُ لكركتي السرايا (الجهاد الإسلامي) والقسام (حماس)، تركّزت الاشتباكات بمدينة طوباس الواقعةِ شمال الصفة الغربية، حيث فجَّر مقامون عبوة محلية الصنع في آلية إسرائيلية مع صليات رصاص مكثّف. استمرّت الاشتباكات لساعات قبل أن تبدأ قوات الاحتلال في الانسحابِ بعدما قتلت فلسطينيين اثنيين أحدهما في طولكرم والآخر في مخيم الفارعة في طوباس، كما اعتقلت بحسبِ نادي الأسير الفلسطيني ما مجموعه 30 فلسطينيًا بينهم سيدة وأطفال وأسرى سابقون.

اغتيال 4 فلسطينيين في رام الله
بدأت قوات الاحتلال بُعيد التاسعة مساءً اقتحامًا جديدًا وهذه المرّة لقرية كفر نعمة غربي رام الله حيث حاصرت منزلًا هناك فاندلعت اشتباكاتٌ عنيفةٌ انتهت بمقتل 4 فلسطينيين مع احتجاز جثامينهم ثم انسحابِ القوات الإسرائيليّة الخاصة، لتكون إسرائيل قد قتلت بذلك في يومٍ واحدٍ في الضفة الغربيّة 6 مواطنين فلسطينيين وسط صمتٍ مطبقٍ من السلطة الفلسطينية بقيادة محمود عباس والتي انحصر دورها في إصدار بيانات الإدانة في كلّ مرة.

### الوضع في غزة
عملية القسام في رفح
بدأت الغارات الجوية على قطاع غزة هذه المرة فجرًا بعدما هدأت لسُويعات قليلة فحسب. استهَدفت غارة جوية منزلًا في حي الشجاعية شرق مدينة غزة وتسببت في وقوعِ قتلى وجرحى. هدأت وتيرة القتال نوعًا ما حتى العصر حينما نشرت كتائب القسّام بيانًا جديدًا قالت فيه إنها أوقعت قوة صهيونية بين قتيل وجريح في تفجير منزل مفخخ تحصنت داخله بمخيم الشابورة في رفح، ثمّ وفور وصول قوة الإنقاذ قصفَ المقاومون بقذائف هاون محيط المنزل الذي فُجّر من قبل. كان واضحًا أنّ هذه العملية الفلسطينيّة كبيرة خاصة بعدما شُوهدت مقاتلات حربية إسرائيلية تحلق على ارتفاعات منخفضة في أجواء مدينة رفح، ثم هبطت مروحية تقلُّ الجرحى والقتلى قُرب الحدود الفلسطينية المصرية قبل أن تُحلّق في الجو مسرعةً نحو المستشفيات الإسرائيلية القريبة. أعلن الجيش الإسرائيلي في وقتٍ لاحقٍ مقتل 4 من جنوده خلال هذه العمليّة مع إصابة آخرين وكلّهم (القتلى والجرحى) من لواء غيفعاتي.
رد البنتاغون على استخدام إسرائيل للرصيف الأمريكي
عقبَ انتشار فيديوهات صوّرها مجندون في جيش الاحتلال أظهر على ما يبدو استخدام إسرائيل للرصيفِ الأمريكي – الذي يُفترض أنّ مهمته إنسانيّة بحتة – في عمليّة تحرير أسراه الأربعة من قبضة حماس، خرجَ البنتاغون لينفي هذه الأخبار بشكلٍ رسمي وقال إنّ الرصيف لم يُستخدم في عملية استعادة الرهائن بأي شكلٍ من الأشكال، مُضيفًا أنّ ما استُخدم هو منطقة قريبة من الرصيف البحري وأنّ هذا القُرب هو «مصادفة» ليس إلٌا. تجاهلَ البنتاغون التعليق على المجزرة التي رافقت عمليّة التحرير والتي راحَ ضحيّتها أكثر من 200 فلسطيني أغلبهم من المدنيين، كما تفادى الحديث حول استخدام إسرائيل لشاحنات المساعدات في العمليّة. الهلال الأحمر الفلسطيني من جهته نشر بيانًا جديدًا عقبَ تصريحات البنتاغون وقال إنّ استخدام الاحتلال شاحنة مساعدات إنسانية لتنفيذِ مجزرة النصيرات بغزة هو جريمة حرب.
استمرار توقف المساعدات
استمرَّ الوضع الإنساني في التدهور في ظلِّ الحصار الإسرائيلي المستمر وفشل كل الدول في إدخال المساعدات الكافية واللازمة بما في ذلك الدول التي لها حدود مباشرة مع غزة مثل مصر. الجديدُ هذا اليوم هو إعلان مديرة برنامج الأغذية العالمي إيقافها المساعدات لغزة عبر الرصيف الأمريكي بسببِ ما قالت إنها «مخاوف أمنية» دون تقديمِ مزيدٍ من التوضيحات، أما رئيس لجنة الطوارئ في رفح فقد أكّد في حديثٍ لقناة الجزيرة أن القطاع لم تدخل له أيّ أدوية منذ إغلاق الاحتلال معبر رفح قبل نحو شهر وأنّ كامل القطاع يعتمدُ على موارده فحسب وهو الذي عانى ويلات الحصر قبل الحرب أساسًا ثم الحصار المطبق والكلّي خلالها.

### هجمات حزب الله
الصواريخ والمُسيّرات
واصلَ حزب الله استهدافه المواقع القريبة من جنوب لبنان، حيث استهدفَ أكثر من مرّة موقع الرادار الإسرائيلي في مزارع شبعا المحتلة، كما استهدف موقع بياض بليدا بمسيرة انقضاضية فضلًا عن الهجوم على مقر القيادة المستحدث للفرقة 146 شرق نهاريا بسربٍ من المسيرات الانقضاضية موقعًا أفراد المقرّ بين قتيل وجريح
بالإضافة لهجمات ثانيّة. جديرٌ بالذكر أن جريدة معاريف قد أكّدت نقلًا عن تقارير إسرائيلية بأنّ حزب الله أطلق خلال الأسبوع الأخير فقط 53 مُسيّرة تجاه شمال إسرائيل.
إسقاط مسيرة إسرائيلية
نجحَ حزب الله عشيّة هذا اليوم في إسقاط مسيرة إسرائيلية في أجواء جنوب لبنان بعدما استهدفها بصاروخ أرض جو وهي المسيّرة الخامسة التي يُسقطها حزب الله منذ بداية الاشتباكات. نشر الحزب بيانًا لاحقًا أكّد فيه أن المسيرة من نوع هرميس 900 وقد أسقطها بعدما كانت تستعدُّ لتنفيذ اعتداءات. بُعيد هذا الإسقاط بقليل شنَّت إسرائيل 3 غارات جويّة طالت بلدتي عيترون وعيتا الشعب ومنطقة جبل الريحان.
الاعتداء على القنصلية الأمريكية في أستراليا
ذكرت هيئة البث الأسترالية أنّ شخصًا ملثمًا هشَّم زجاج نوافذٍ بمبنى القنصلية الأمريكية في مدينة سيدني، كما رسمَ مثلثين باللون الأحمر فوق الشعار الموجود على واجهة مبنى القنصلية في إشارةٍ للمثلث الأحمر الذي تستعمله القسّام والسرايا وباقي فصائل المقاومة في غزّة في الفيديوهات التي تنشرها الفصائل. الشرطة وصفت حادث الاعتداء على القنصلية بأنه «إتلاف متعمَّد»، أما رئيس الوزراء أنتوني ألبانيز فقد أدانَ هذا الاعتداء.
شبكة التجسس في اليمن ومشروع قرار مجلس الأمن
أعلنَ جهاز الأمن التابع لحركة أنصار الله (الحوثيين) القبض على شبكة تجسس أمريكية وإسرائيلية في اليمن، وقال الجهاز إنّ شبكة التجسس نفذت أدوارًا تجسسية وتخريبية في مؤسسات رسمية كما زعم أنها تتبعُ مباشَرة للاستخبارات الأمريكيّة.
- وتبنّى مجلس الأمن الدولي مشروع قرارٍ أمريكي يدعو لوقف إطلاق النار في غزة وتطبيق غير مشروط للصفقة، واعتمد القرار بموافقة 14 دولة وامتناع دولة واحدة عن التصويت هي روسيا.

### 11 يونيو
- ذكرت وزارة الصحة في غزة أن 40 فلسطينيا على الأقل قتلوا في الهجمات الإسرائيلية خلال الـ 24 ساعة الماضية، ليصل عدد القتلى الفلسطينيين إلى 37164.[313]
- قُتل ثلاثة من مقاتلي حزب الله في غارة جوية إسرائيلية على قافلة ناقلة في قرية في منطقة الهرمل شمال لبنان.[314]
- وافقت حماس والجهاد الإسلامي في فلسطين على قرار وقف إطلاق النار الذي حدده مجلس الأمن التابع للأمم المتحدة.[315][316][317]
- أطلقت سرايا القدس صواريخ باتجاه مواقع للجيش الإسرائيلي في كيسوفيم.[317]
- أعلنت المقاومة الإسلامية في العراق مسؤوليتها عن ثلاث هجمات بطائرات بدون طيار استهدفت إسرائيل.[317]
- استشهد شخص وأصيب آخر بعد أن قصفت قوات الاحتلال الإسرائيلي منزلاً في حي الشيخ رضوان بمدينة غزة.[318]
- واستشهد ثمانية أشخاص، معظمهم من الأطفال، بعد أن هاجمت القوات الإسرائيلية مبنى سكنيًا يعود لعائلة عاشور في حي الدرج بمدينة غزة.[318][319]
- إصابة شاب فلسطيني برصاص قوات الاحتلال أثناء توغل قوات الاحتلال في مخيم بلاطة.[320]
- استشهد ستة فلسطينيين برصاص قوات الاحتلال الإسرائيلي أثناء توغلها في قرية كفر دان بالضفة الغربية.[321] أصيب شاب فلسطيني، برصاص قوات الاحتلال الإسرائيلي، على حاجز عناب العسكري شرقي طولكرم.[322]
- قصفت قوات الاحتلال منزلاً لعائلة التلباني في مدينة الزوايدة، ما أدى إلى استشهاد طفلين ووالدهما.[323]

### 12 يونيو
- ذكرت وزارة الصحة في غزة أن 38 فلسطينيًا على الأقل قتلوا في الهجمات الإسرائيلية خلال الـ 24 ساعة الماضية، ليصل عدد القتلى الفلسطينيين إلى 37202.[324]
- استشهاد طفل بقصف الاحتلال منزلاً في رفح.[325]
- استشهد أربعة أشخاص، بينهم القيادي في حزب الله طالب عبد الله، في غارة جوية إسرائيلية على منزل في بلدة جوايا جنوب لبنان.[326]
- اتهمت الأمم المتحدة كلا من إسرائيل وحماس بارتكاب جرائم ضد الإنسانية وجرائم حرب في تقريرين متوازيين حول هذا الموضوع.[327]

### 13 يونيو
- ذكرت وزارة الصحة في غزة أن ما لا يقل عن 30 فلسطينيا قتلوا في الهجمات الإسرائيلية خلال الـ 24 ساعة الماضية، ليصل عدد القتلى الفلسطينيين إلى 37232.[328]
- أعلن الحوثيون مسؤوليتهم عن استهداف سفينة شحن يونانية في البحر الأحمر.[329]
- اتهم وزير الخارجية الأمريكي أنتوني بلينكن حركة حماس بعرقلة اتفاق وقف إطلاق النار الذي تدعمه الأمم المتحدة.[330]
- أعلن حزب الله مسؤوليته عن مهاجمة تسع قواعد للجيش الإسرائيلي بصواريخ وطائرات بدون طيار تحمل متفجرات.[331]
- قتلت قوات الاحتلال الإسرائيلي بالرصاص شابا يبلغ من العمر 21 عاما خلال مداهمة في قباطية بالضفة الغربية. واستشهد فلسطينيان آخران بعد تبادل إطلاق النار مع القوات الإسرائيلية. وخلال الاشتباكات، تم هدم المنزل الذي كان يتواجد فيه المسلحون، بواسطة جرافة إسرائيلية.[332][333]

### 14 يونيو
- ذكرت وزارة الصحة في غزة أن 34 فلسطينيا على الأقل قتلوا في الهجمات الإسرائيلية خلال الـ 24 ساعة الماضية، ليصل عدد القتلى الفلسطينيين إلى 37266.[334]
- استشهدت امرأة وأصيب سبعة آخرون في غارة جوية إسرائيلية على منزل في جناتا بلبنان.[335]
- فرضت الولايات المتحدة عقوبات على مجموعة المستوطنين الإسرائيليين تساف 9 بسبب منعها دخول المساعدات الإنسانية.[336]
- قالت كتائب القسام إن غارة جوية إسرائيلية في رفح أسفرت عن مقتل آسرتين.[337]

### 15 يونيو
- ذكرت وزارة الصحة في غزة أن 30 فلسطينيا على الأقل قتلوا في الهجمات الإسرائيلية خلال الـ 24 ساعة الماضية، ليصل عدد القتلى الفلسطينيين إلى 37296.[338]
- قُتل ما لا يقل عن 28 فلسطينيًا بعد أن هاجمت القوات الجوية الإسرائيلية ثلاثة منازل في مدينة غزة.[339]
- أطلقت القوات الإسرائيلية النار على صيادين اثنين وقتلتهما في غزة.[340]
- أصابت غارة إسرائيلية بطائرة بدون طيار دراجة نارية بين مدينتي بنت جبيل وعيترون جنوب لبنان، مما أسفر عن مقتل عدد غير معروف من الأشخاص.[341]
- توفي فتى فلسطيني يبلغ من العمر 14 عاماً بسبب الجوع في غزة، مما يجعله الطفل الثامن والعشرين الذي يموت بسبب سوء التغذية منذ 7 أكتوبر/تشرين الأول.[342]
- أطلقت القوات الإسرائيلية النار على فلسطينيين اثنين خلال مداهمة في مخيم الجلزون للاجئين.[343]
- أعلن الجيش الإسرائيلي مقتل 8 من جنوده وضباطه جراء تفجير ناقلة جند خلال معارك رفح جنوبي قطاع غزة، ليصل عدد قتلى الجيش الإسرائيلي إلى 307 جندياً.[344]

### 16 يونيو
- أفادت وزارة الصحة في غزة بإستشهاد 41 فلسطينياً على الأقل في هجمات إسرائيلية خلال الساعات الأربع والعشرين الماضية وإصابة 102 آخرين، مما يرفع حصيلة الشهداء الفلسطينيين إلى 37,337.[345][346]
- أعلن الجيش الإسرائيلي أنه سيبدأ «فترات توقف تكتيكية» للعمليات العسكرية يومية في أجزاء من رفح من الساعة 08:00 إلى 19:00 بالتوقيت المحلي للسماح بمرور المساعدات الإنسانية.[347][348]
- أعلن الجيش الإسرائيلي عن مقتل جندي أثناء مواجهات في جنوب غزة.[349]
- أعلن الحوثيون مهاجمة سفينتين في البحر الأحمر هما «كابتن باريس» و«هابي كوندور» إلى جانب مدمرة أمريكية باستخدام طائرات بدون طيار وصواريخ باليستية في البحر العربي والبحر الأحمر.[350]
- أشعل مستوطنون النار في أراضي لفلسطينيين هاجموا مركبات في قرية برقة شرق رام الله.[351]
- استشهـد تسعة فلسطينيين بينهم خمسة أطفال بعد أن قصفت القوات الإسرائيلية منزلاً في مخيم البريج.[352]
- اعتقلت قوات الاحتلال الإسرائيلي 4 أشخاص منهم طفلاً يبلغ من العمر سبع سنوات في قرية المغير شرق رام الله.[353]
- هاجمت كتائب شهداء الأقصى موقعاً عسكرياً في صوفا جنوب إسرائيل باستخدام الصواريخ.[354]

### 17 يونيو
- أفادت وزارة الصحة في غزة أن 10 فلسطينيين على الأقل استهدوا وأصيب 73 في هجمات إسرائيلية خلال الساعات الأربع والعشرين الماضية، مما يرفع حصيلة الشهداء الفلسطينيين إلى 37347.[355]
- قصفت القوات الإسرائيلية منزلاً في حي الزرقاء بمدينة غزة، مما أدى إلى إستشهاد شخصين وإصابة 13 آخرين،[356] واستشهد ثلاثة أشخاص، بينهم امرأة وإصابة 4 جراء استهداف شقة سكنية تعود لعائلة مقاط في محيط بركة الشيخ رضوان جنوب غزة.[357]
- أعلن رئيس الوزراء بنيامين نتنياهو حل مجلس الحرب الإسرائيلي.[358][359]
- إستشهد شخص وأصيب آخر بعد قصف قوات الاحتلال الإسرائيلي لمنطقة خربة العدس شمال رفح.[360]
- استشهـد شخص بعد استهداف القوات الإسرائيلية لسيارة بطائرات مسيرة في الشهابية جنوب لبنان.[361]
- قامت وزارة الخارجية الأمريكية بتصنيف حركة أنصار الله الأوفياء، وهي فصيل في المقاومة الإسلامية في العراق كمنظمة إرهابية.[362]

### 18 يونيو
- أفادت وزارة الصحة في غزة أن 25 فلسطينياً على الأقل استشهدوا وأصيب 80 في هجمات إسرائيلية خلال الساعات الأربع والعشرين الماضية، مما يرفع حصيلة الشهداء الفلسطينيين إلى 37372.[363]
- استشهـد 17 شخصًا بعد غارات إسرائيلية على مخيم النصيرات والبريج وسط قطاع غزة.[364]
- استشهد فلسطينيان بعد قصف قوات الاحتلال الإسرائيلي لشارع الرشيد وسط قطاع غزة.[365]
- أعلن حزب الله أنه استهدف مصنعًا عسكرياً (بلاسان) للجيش الإسرائيلي في سعسع بصواريخ فلق.[366][367]
- استشهد فلسطيني برصاص قوات الاحتلال الإسرائيلي جنوب بيت لحم.[368]
- غرقت سفينة الشحن «إم في توتور» المملوكة لليونان في البحر الأحمر بسبب الأضرار التي لحقت بها بسبب صاروخ أطلقه الحوثيون في 12 يونيو، مما يجعلها ثاني سفينة تجارية يغرقها الحوثيون منذ 7 أكتوبر 2023.[369][370]
- استهدفت كتائب شهداء الأقصى وسرايا القدس ولجان المقاومة الشعبية قوات الاحتلال في موقع أبو مطيبق بقذائف الهاون، كما هاجمت كتائب المجاهدين قرية رعيم بالصواريخ.[371]

## يوليو

### 1 يوليو
- أفادت وزارة الصحة في غزة أن 23 فلسطينياً على الأقل استهدوا وأصيب 91 في هجمات إسرائيلية خلال الساعات الأربع والعشرين الماضية، مما يرفع حصيلة الشهداء الفلسطينيين إلى 37900.[372]
- أطلقت إسرائيل سراح 55 معتقلاً فلسطينياً من بينهم مدير مستشفى الشفاء محمد أبو سلمية، بعد 7 أشهر لاعتقال الأخير دون تهم وعدم وجود أدلة تربطهم بحماس.[373][374]
- أدى انفجار في مبنى برفح إلى مقتل جندي من الكتيبة 931 في لواء النحال وإصابة تسعة آخرين، مما رفع حصيلة قتلى الجيش الإسرائيلي المعلنة منذ الهجوم البري إلى 319.[375]
- مقتل مواطن بقصف إسرائيلي على منطقة الفخاري شرق خانيونس.[376]
- أطلقت حركة الجهاد الإسلامي 20 صاروخاً من خانيونس على مستوطنات كيسوفيم ونيريم وصوفا وحوليت الحدودية في أكبر قصف منذ سبعة أشهر رداً على «جرائم العدو الصهيوني»،[377][378] وقالت جهات إسرائيلية عدم وقوع إصابات أو أضرار، وأطلقت كتائب شهداء الأقصى صواريخ على موقعين لجيش الاحتلال الإسرائيلي.[379]
- قُتل طفل وامرأة فلسطينيان وأصيب 4 آخرين برصاص قوات الاحتلال الإسرائيلي خلال مداهمة في طولكرم.[380]
- تم إطلاق النار على شاب يبلغ من العمر 18 عامًا واعتقاله ثم إطلاق سراحه لاحقًا خلال مداهمة في عارورة شمال غرب رام الله.[381]
- أمرت القوات الإسرائيلية بإخلاء جماعي لشرق خان يونس وأجزاء من جنوب شرق غزة.[382]
- مقتل جندي إسرائيلي من وحدة دوفدفان وإصابة آخر بجروح خطيرة بانفجار عبوة ناسفة استهدفت مدرعتهم في نور شمس، واندلعت مواجهات بين قوات الاحتلال ولواء طولكرم.[383][384]
- == يوليو ==

- أفادت وزارة الصحة في غزة أن 23 فلسطينياً على الأقل استهدوا وأصيب 91 في هجمات إسرائيلية خلال الساعات الأربع والعشرين الماضية، مما يرفع حصيلة الشهداء الفلسطينيين إلى 37900.[372]
- أطلقت إسرائيل سراح 55 معتقلاً فلسطينياً من بينهم مدير مستشفى الشفاء محمد أبو سلمية، بعد 7 أشهر لاعتقال الأخير دون تهم وعدم وجود أدلة تربطهم بحماس.[373][374]
- أدى انفجار في مبنى برفح إلى مقتل جندي من الكتيبة 931 في لواء النحال وإصابة تسعة آخرين، مما رفع حصيلة قتلى الجيش الإسرائيلي المعلنة منذ الهجوم البري إلى 319.[375]
- مقتل مواطن بقصف إسرائيلي على منطقة الفخاري شرق خانيونس.[376]
- أطلقت حركة الجهاد الإسلامي 20 صاروخاً من خانيونس على مستوطنات كيسوفيم ونيريم وصوفا وحوليت الحدودية في أكبر قصف منذ سبعة أشهر رداً على «جرائم العدو الصهيوني»،[377][378] وقالت جهات إسرائيلية عدم وقوع إصابات أو أضرار، وأطلقت كتائب شهداء الأقصى صواريخ على موقعين لجيش الاحتلال الإسرائيلي.[379]
- قُتل طفل وامرأة فلسطينيان وأصيب 4 آخرين برصاص قوات الاحتلال الإسرائيلي خلال مداهمة في طولكرم.[380]
- تم إطلاق النار على شاب يبلغ من العمر 18 عامًا واعتقاله ثم إطلاق سراحه لاحقًا خلال مداهمة في عارورة شمال غرب رام الله.[381]
- أمرت القوات الإسرائيلية بإخلاء جماعي لشرق خان يونس وأجزاء من جنوب شرق غزة.[382]
- مقتل جندي إسرائيلي من وحدة دوفدفان وإصابة آخر بجروح خطيرة بانفجار عبوة ناسفة استهدفت مدرعتهم في نور شمس، واندلعت مواجهات بين قوات الاحتلال ولواء طولكرم.[383][384]
- استشهد شاب فلسطيني جراء قصف إسرائيلي في منطقة مصبح شمال رفح.[385]
- أعلنت كتائب القسام أنها قتلت جنوداً إسرائيليين في الشجاعية باستخدام صاروخ حراري من طراز TBG وقناصة وهاجمت دبابتين من طراز ميركافا 4 بعبوتين ناسفتين من طراز شواظ قذائف «الياسين 105» في منطقة المخيم الغربي برفح جنوبي قطاع غزة، كما أعلنت استهداف ناقلة جند إسرائيلية من نوع «نمر» بقذيفة «الياسين 105» في حي الشجاعية، وقالت أيضا بأنها تمكنت من استهداف قوة إسرائيلية قوامها 14 جنديا تحصنت داخل أحد المنازل بقذيفة TBG وإيقاعهم بين قتيل وجريح في حي الشجاعية.[386][387] وقالت كتائب القسام أنها استدرجت قوات إسرائيلية إلى مبنى مفخخ استخدم كوكر للقناصة شرق رفح.
- استشهـدت امرأة فلسطينية في الأربعينيات من العمر في غارة شنتها طائرة إسرائيلية بدون طيار على منزلها طولكرم، وقتل فتى يبلغ من العمر 15 عاماً برصاصة في رأسه أطلقها جنود الاحتلال الإسرائيلي فيما أصيب 4 آخرين.[388]
- قُتل جنديان من اللواء المدرع الثامن خلال الليل بين 1 و2 يوليو، مما رفع حصيلة قتلى الجيش الإسرائيلي المعلنة في قطاع غزة منذ الهجوم البري إلى 322.[389]
- أعلنت المقاومة الإسلامية في العراق أنها هاجمت «أهدافاً حيوية» في إيلات باستخدام طائرات بدون طيار.[390]
- قُتل طفل يبلغ من العمر 10 أعوام بعد أن قصفت طائرات الاحتلال الإسرائيلي منزله في مخيم النصيرات.[391]
- أعلن الحوثيون أنهم هاجموا أربع سفن، ثلاث منها تابعة لما أسموه «الثلاثي الشرير» هي السفينة الإسرائيلية «MSC Unific» في بحر العرب، وسفينة النفط الأميركية «Delonix» في البحر الأحمر، والسفينة البريطانية «Anvil Point» في المحيط الهندي، والسفينة «Lucky Sailor» في البحر الأبيض المتوسط «بسبب مخالفة الشركة المالكة لها لقرار منع دخولها إلى موانئ فلسطين المحتلة».[392][393]
- ألقى مستوطنون إسرائيليون غير شرعيين النفايات في نبع العوجا شمال أريحا لحرمان الفلسطينيين من المياه النظيفة.[394]
- استشهد شخص بعد أن قصفت قوات الاحتلال الإسرائيلي منزلاً في البريج.
- أعلت حزب الله أنه قصف موقعاً للجيش الإسرائيلي في كفار جلعادي، وقال حزب الله أنه قصف موقع السمكة في كفر شوبا، الواقع في مزارع شبعا المحتلة.[395]
- قصفت قوات الاحتلال الإسرائيلي تجمعاً للمواطنين بالقرب من مفترق عبد العال في شارع الجلاء غرب مدينة غزة، ما أدى إلى استشهاد شخصين وإصابة 10 آخرين.[396]
- اعتدى مستوطنون على ثلاثة فلسطينيين في قرية عصيرة القبلية جنوب نابلس، وأصابوهم بجروح.[397]
- زعم الجيش الإسرائيلي أنها قصفت مبنيين في بلدتي عيترون وعيتا الشعب دون أن يبلغ عن وقوع إصابات، كما قصفت طائرات الاحتلال الإسرائيلي بلدات بليدا وكفركلا والبياضة في جنوب لبنان.[398]

### 2 يوليو
- أفادت وزارة الصحة في غزة أن 25 فلسطينياً على الأقل استشهدوا وأصيب 81 آخرين في هجمات إسرائيلية خلال الساعات الأربع والعشرين الماضية، مما يرفع حصيلة الشهداء الفلسطينيين إلى 37925.[399]
- استشهد مزارع لبناني في غارة جوية إسرائيلية على قرية البستان جنوب لبنان.[400]
- هاجم مستوطنون إسرائيليون مركبات فلسطينية في مستوطنة عيليه جنوب نابلس، ما أدى إلى إصابة عدد من الفلسطينيين بجروح خلال الهجوم.[401]
- استشهد ما لا يقل عن أربعة أشخاص في هجوم إسرائيلي على الشيخ رضوان، وأصيب البعض في هجوم إسرائيلي على منطقة الزرقاء في مدينة غزة.[402]
- أصيب ثلاثة مواطنين بينهم طفل برصاص الاحتلال الإسرائيلي خلال مواجهات اندلعت في بلدة بيتا جنوب نابلس، وأطلقت قوات الاحتلال النار على طفل في بلدة شمس شرق نابلس.[403]
- استشهد أربعة فلسطينيين بغارة جوية إسرائيلية على مخيم نور شمس [404]
- قصفت قوات الاحتلال الإسرائيلي مبنى في «المنطقة الآمنة» بدير البلح، ما أدى إلى استشهاد تسعة أشخاص من عائلة حمدان، بينهم خمس نساء وثلاثة أطفال.[405]
- أعلن الحوثيون عن تنفيذ هجوم ناجح على «هدف حيوي» في حيفا بالتعاون مع المقاومة الإسلامية في العراق.[406]

### 3 يوليو
- أفادت وزارة الصحة في غزة أن 28 فلسطينياً على الأقل استهدوا وأصيب 125 في هجمات إسرائيلية خلال الساعات الأربع والعشرين الماضية، مما يرفع حصيلة الشهداء الفلسطينيين إلى 37953.[407]
- قُتل جندي إسرائيلي وأصيب آخر في هجوم طعن في مركز تسوق في كرميئيل شمال إسرائيل، تم التعرف على مواطن عربي من إسرائيل باعتباره المهاجم وتم إطلاق النار عليه وقتله برصاص قوات الأمن الإسرائيلية.[408][409]
- استشهد القيادي الكبير في حزب الله محمد نعمة ناصر في غارة جوية إسرائيلية على سيارة في صور بلبنان،[410][411] وردًا على ذلك، أعلن حزب الله أنه أطلق 100 صاروخ كاتيوشا على إسرائيل.
- استشهد شاب فلسطيني يبلغ من العمر 23 عامًا برصاص قوات الاحتلال الإسرائيلي أثناء مداهمة في جنين.[412]
- سقط صاروخ مضاد للطائرات من غزة على منزل في كفار ميمون، مما أدى إلى حدوث أضرار.[413][414]
- قُتل جنديان من الكتيبة 75 من اللواء المدرع السابع وكتيبة روتيم من لواء جيفاتي وأصيب عدد آخر أثناء القتال في شمال غزة، مما رفع حصيلة قتلى الجيش الإسرائيلي المعلن منذ الهجوم البري في قطاع غزة إلى 324.[415]
- اعتدى مستوطنون إسرائيليون على مواطن فلسطيني في جبل صبيح ببلدة بيتا جنوب نابلس.[416]
- مستوطنون مسلحون من مستوطنة ماعون يرشقون المركبات بالحجارة ويدمرون خطوط المياه في مسافر يطا جنوب الخليل.[417]
- أطلقت حركة الجهاد الإسلامي ومقاتلون فلسطينيون آخرون صواريخ على جنوب إسرائيل، سقط بعضها على كفار ميمون، واستهدفت كتائب المجاهدين مواقع للجيش الإسرائيلي في كيسوفيم ورعيم بالصواريخ.[418]
- تسلمت إسرائيل ردًا رسميًا من حركة حماس بشأن الهدنة وقال جهاز المخابرات الإسرائيلي «الموساد» أن إسرائيل تدرس رد حركة حماس على اقتراح يتضمن اتفاقًا على إطلاق سراح المحتجزين، ووقف إطلاق النار في قطاع غزة.[419][420]

### 4 يوليو
- أفادت وزارة الصحة في غزة أن 58 فلسطينياً على الأقل استشهدوا في هجمات إسرائيلية خلال الساعات الأربع والعشرين الماضية، مما يرفع حصيلة الشهداء الفلسطينيين إلى 38011.[421]
- أُحرق منزلان وسرق مواشي خلال هجمات المستوطنين الإسرائيليين في الضفة الغربية المحتلة خلال الـ24 ساعة [422]
- قُتل جندي من وحدة 8679 في لواء يفتاح بهجوم صاروخي لحزب الله في مرتفعات الجولان، مما رفع حصيلة قتلى الجيش الإسرائيلي في الصراع الحدودي مع حزب الله إلى 20.[423]
- قُتل جندي من الكتيبة 101 من لواء المظليين في حي الشجاعية بمدينة غزة، مما رفع حصيلة قتلى الجيش الإسرائيلي المعلن منذ بداية الهجوم البري إلى 325، وأصيب جندي آخر بجروح خطيرة في وسط غزة.[424]
- هدمت قوات الاحتلال الإسرائيلي منزل مواطن فلسطيني قتلته في بلدة بيت تعمر شرق بيت لحم.[425]
- استشهد فلسطينيان على الأقل وأصيب آخرون بغارات جوية إسرائيلية على حي الدرج في مدينة غزة، كما استشهد خمسة أشخاص بينهم ثلاثة أطفال في جباليا.[426][427]
- أطلق مستوطنون إسرائيليون النار على عائلات فلسطينية في مناطق مأهولة بالسكان في محيط مدينة الخليل، كما هاجم مستوطنون إسرائيليون خيام عائلات في قريتي دورا وبرين.[428]
- قامت الشرطة الإسرائيلية بتفريق مظاهرة تضامنية مع غزة في حيفا.[429]
- استشهد شخصان وأصيب ستة آخرون بعد قصف قوات الاحتلال الإسرائيلي منزلاً يعود لعائلة الريفي في شارع يافا بمدينة [430]
- أعلنت كتائب القسام أنها أوقعت قوة إسرائيلية في كمين بحي الشجاعية شرقي مدينة غزة واشتبكوا مع أفرادها وإيقاعهم بين قتيل وجريح، مما أسفر عن مقتل وإصابة العديد من الجنود، وأطلقت صاروخًا من طراز سام-7 باتجاه مروحية أباتشي إسرائيلية، كما أعلنت القسام أنها أطلقت صواريخ على مواقع إسرائيلية بالقرب من مدينة غزة وأصابت ثلاث دبابات ميركافا بمتفجرات مضادة للدروع، وقالت القسام إنها استدرجت قوة إسرائيلية لفتحة نفق وفجرتها وأوقعت جميع أفراد القوة قتلى في حي تل السلطان غربي رفح.[431]
- زعمت القوات الإسرائيلية أنها هاجمت قريتي رامية وحولا اللبنانيتين بواسطة الطائرات الحربية.
- دعا وزير التراث الإسرائيلي اليميني المتطرف عميحاي إلياهو إلى احتلال شبه جزيرة سيناء في مصر في العاشر من شهر أكتوبر/تشرين الأول.[432][433]

### 5 يوليو
- استشهد سبعة فلسطينيين برصاص قوات الاحتلال الإسرائيلي أثناء مداهمة منزل في جنين.[434] واستشهد فلسطيني وجرح 4 في اقتحام الاحتلال لقرية بيت عور غرب رام الله غرب رام الله.[435]
- أصيب جنديان إسرائيليان بجروح في هجوم صاروخي لحزب الله على كريات شمونة.[436]
- أصيب أربعة أشخاص بجروح خلال غارات جوية إسرائيلية متكررة في قضاء بنت جبيل بلبنان، اثنان منهم من رجال الإطفاء الذين كانوا يحاولون إخماد حريق في يارون بعد الغارة الأولى، قبل أن يصابوا في غارة ثانية.[437]
- استشهد طفلان بعد قصف قوات الاحتلال الإسرائيلي منزلاً يعود لعائلة أبو الشعر في حي النفق بمدينة غزة.[438]
- استشهد فلسطيني متأثراً بجراحه التي أصيب بها برصاص قوات الاحتلال الإسرائيلي في بلدة نور شمس قبل أسبوع.[435]
- استشهد شخص وأصيب ثلاثة آخرون بقصف إسرائيلي استهدف مجموعة من الفلسطينيين في شارع الشعف بمدينة غزة، كما استشهد أربعة فلسطينيين وإصابة آخرين بقصف طائرات الاحتلال الإسرائيلي شقة سكنية بمنطقة المشاهرة في حي التفاح.[439]
- قصفت قوات الاحتلال الإسرائيلي مدرسة الشارقة في مخيم الشاطئ ومدرسة القاهرة في حي الرمال ومدرسة الحرية في حي الزيتون ومدرسة موسى بن نصير في حي الدرج والتي تستخدم كمأوى للنازحين، ما أدى إلى استشهاد تسعة فلسطينيين على الأقل.[440]
- استشهد أربعة فلسطينيين على الأقل وأصيب 13 آخرون بعد أن اقتحمت قوات الاحتلال الإسرائيلي سوق الذهب القديم في مدينة غزة،[440] واستشهدت امرأة وطفلة بعد قصف قوات الاحتلال الإسرائيلي منزلاً في حي الدرج.[441]
- استشهد خمسة فلسطينيين بعد أن قصفت قوات الاحتلال الإسرائيلي منزلاً في شارع غزة القديم في جباليا، واستشهد شخص وثلاثة جرحى في قصف من طائرات الاحتلال المسيّرة على شارع السكة شرق مخيم جباليا.[442] قُتل فلسطينيان وأصيبت امرأة بجروح بعد قصف قوات الاحتلال الإسرائيلي لمنزل في بني سهيلا شرق مدينة خان يونس.[442]
- استشهد فلسطيني وأصيب آخر جراء قصف جوي إسرائيلي على منازل ومناطق مختلفة في محافظة دير البلح،[440] واستشهد ثلاثة فلسطينيين بعد أن قصفت قوات الاحتلال الإسرائيلي منزلاً في مخيم النصيرات للاجئين.[443] وتقدمت القوات الإسرائيلية إلى منطقة أبو حلاوة وأبو الحسين ووصلت إلى مشارف بلدة النصر.
- قُتل عدد من الفلسطينيين جراء القصف الإسرائيلي شرق خانيونس.
- أعلنت سرايا القدس - حركة الجهاد الإسلامي وكتائب شهداء الأقصى أنهما هاجمتا قاعدة للجيش الإسرائيلي في ناحل عوز بالصواريخ، كما أعلنا أيضًا وأعلنت كتائب القسّام، تمكنها من تنفيذ عملية إغارة على مقر قيادة عمليات جيش الاحتلال جنوبي شرقي حي تل السلطان في مدينة رفح، وقالت أنها نفذت عمليتها عبر استخدام قذائف ضد التحصينات والقذائف المضادة للأفراد وعمليات القنص والأسلحة الرشاشة مؤكدةً وقوع عددٍ من الجنود الإسرائيليين بين قتيل وجريح وأعلنت استهداف دبابة إسرائيلية من نوع «ميركافا 4» بقذيفة «الياسين 105»، وسط شارع بغداد في حي الشجاعية شرقي مدينة غزة واأعلنت كتائب القسّام استهدفها بالاشتراك مع ألوية الناصر صلاح الدين موقعَ قيادة وسيطرة جيش الاحتلال في محور نتساريم جنوبي مدينة غزة، بعدة صواريخ قصيرة المدى، ونشرت سرايا القدس مشاهد توثق إغارة مقاتليعا على قوة إسرائيلية من المسافة صفر داخل أحد المنازل في حي الشجاعية. وأعلنت استهدفها مع كتائب الأنصار «جنود الاحتلال وآلياته» في حي الشجاعية بوابل من قذائف «الهاون» وأعلنت كتائب شهداء الأقصى قنصها جندياً إسرائيلياً في أحد المنازل في حي الشجاعية شرقي مدينة غزة ونشرت كتائب المجاهدين مشاهد عن أبرز عمليات القنص التي نفذتها ضد الجنود الإسرائيليين في محاور القتال في قطاع غزة،[444] كما أعلنت كتائب شهداء الأقصى وسرايا القدس عن هجوم منفصل بقذائف الهاون على مواقع للجيش الإسرائيلي عند معبر رفح الحدودي بين مصر وقطاع غزة.[445]
- استشهد ثلاثة من مقاتلي سرايا القدس في جنين.[446]
- أصيب خمسة مواطنين بالرصاص بعد اقتحام قوات الاحتلال لبلدة بيت أمر شمال الخليل.[447]
- اعتدت قوات الاحتلال الإسرائيلي على طاقم جمعية الهلال الأحمر الفلسطيني في بلدة بيتا جنوب نابلس.[448]
- قصفت القوات الإسرائيلية بلدة يحمر الشقيف في محافظة النبطية اللبنانية.
- هاجم مستوطنون إسرائيليون غير شرعيين جنود الجيش الإسرائيلي بالحجارة في بؤرة استيطانية غير شرعية تم تدميرها مؤخرًا بالقرب من مستوطنة تسور هرئيل شرق رام الله.[446]

### 6 يولو
- أفادت وزارة الصحة في غزة أن 29 فلسطينياً على الأقل استشهد وا وأصيب 100 في هجمات إسرائيلية خلال الـ48 ساعة الماضية، مما يرفع حصيلة الشهداء الفلسطينيين إلى 38098.[449]
- استشهد ثلاثة أشخاص وأصيب 15 آخرون في غارات جوية إسرائيلية على حي الشيخ رضوان في مدينة غزة.[450]
- زعمت القوات الجوية الإسرائيلية أنها استهدفت نقطة مراقبة لحزب الله في حولا بجنوب لبنان.
- اندلعت اشتباكات في تل أبيب بين الشرطة الإسرائيلية ومتظاهرين يطالبون بصفقة إطلاق سراح رهائن مع حماس.[451]
- قصفت القوات الإسرائيلية مدرسة الجاعوني التابعة للأونروا في النصيرات، مما أدى إلى استشهاد 16 شخصًا على الأقل وإصابة 50 آخرين، معظمهم من الأطفال.[452][453]
- قصفت القوات الإسرائيلية مدينة بعلبك اللبنانية، مما أدى إلى مقتل شخص واحد.
- قصفت طائرات الاحتلال الإسرائيلي منطقة القرم في جباليا، مما أدى إلى مقتل وإصابة عدد غير معروف من الفلسطينيين.
- استشهد فلسطيني برصاص قوات الاحتلال الإسرائيلي في قرية بيت عور التحتا غرب رام الله، كما أصابت قوات الاحتلال تسعة مواطنين في [454]
- أشعل مستوطنون إسرائيليون حريقاً كبيراً في سهل ترمسعيا شمال شرق رام الله.[455]
- أعلنت سرايا القدس أنها هاجمت مواقع لقوات الدفاع الإسرائيلية حول صوفا وقصفت مركبات للقوات الإسرائيلية عند ممر نتساريم.
- أعلنت حركة الجهاد الإسلامي أنها هاجمت قوات إسرائيلية في شارع الخلفاء في الشجاعية، مما أدى إلى مقتل وإصابة سبعة جنود.
- منعت قوات الاحتلال الإسرائيلي الفلسطينيين من دخول المسجد الأقصى المبارك قبيل حلول رأس السنة الهجرية.[456]
- غارة إسرائيلية على حي الزيتون تؤدي إلى استشهاد فلسطينيين اثنين.

### 7 يوليو
- أفادت وزارة الصحة في غزة أن 55 فلسطينياً على الأقل استشهدوا في هجمات إسرائيلية خلال الساعات الأربع والعشرين الماضية، مما يرفع حصيلة القتلى الفلسطينيين إلى 38153، وأصدر المكتب الإعلامي في غزة إحصائية محدثة تفيد بأن قوات الاحتلال الإسرائيلي ارتكبت أكثر من 3376 مجزرة منذ السابع من أكتوبر/تشرين الأول.
- أدت غارة جوية إسرائيلية على مدرسة في مدينة غزة إلى مقتل أربعة أشخاص، من بينهم نائب وزير العمل إيهاب الغصين.[457]
- قصفت القوات الإسرائيلية أطراف بلدة الناقورة في جنوب لبنان، كما وقعت هجمات في بلدتي عيتا الشعب وقبريخا.[458]
- تم العثور على جثث ثلاثة فلسطينيين بالقرب من معبر كرم أبو سالم وهم مقيدو الأيدي.[459]
- قصفت قوات الاحتلال منزلاً في جباليا النزلة ما أدى إلى استشهاد عشرة أشخاص واستشهد ثلاثة أشخاص في غارة إسرائيلية على مخيم النصيرات،[460] فيما قتل ستة أشخاص بعد قصف قوات الاحتلال لمنزل في الزوايدة.[461]
- اقتحمت قوات الاحتلال الإسرائيلي بلدة بيرزيت وقرية أم صفا الواقعة شمال وغرب رام الله.[462]
- استولى المستوطنون الإسرائيليون على أراضي فلسطينية في قرية حوسان غرب بيت لحم، وشرعوا في شق طريق.[463]
- مستوطنون يقطعون أشجار زيتون تعود ملكيتها لمواطنين فلسطينيين في قرية كفر نعمة غرب رام الله.[464]
- اعتدت قوات الاحتلال الإسرائيلي بالضرب على أحد موظفي دائرة الأوقاف الإسلامية التي تدير شؤون المسجد الأقصى المبارك في ساحات المسجد الأقصى المبارك بالقدس الشرقية المحتلة.[465]
- قُتل رائد درزي في الجيش الإسرائيلي من الكتيبة 601 في سلاح الهندسة القتالية في رفح.[466]
- حظرت ألمانيا استخدام رمز المثلث الأحمر المقلوب الذي تستخدمه كتائب القسام لتحديد أهداف العدو في تسجيلاتها المنشورة.[467]
- أعلنت سرايا القدس في عملية مشتركة مع ألوية الناصر صلاح الدين أنها قصفت مواقع للقوات الإسرائيلية برشقة صاروخية في ناحل عوز واستهداف جنود إسرائيليين عند بوابة معبر رفح ومحيطها في رفح واستهداف جنود وآليات الاحتلال المتوغلة في حي الشجاعية بقذائف «الهاون»، وأعلنت كتائب القسّام استهداف دبابة «ميركافا 4» وناقلة جند إسرائيليتين بقذائف «الياسين 105»، وسط حي تل السلطان في مدينة رفح واستهداف دبابة «ميركافا 4» بالعمل الفدائي باستخدام عبوة «شواظ» واستهداف دبابة «ميركافا 4» بقذيفة «الياسين 105» في شارع بغداد في حي الشجاعية شرقي مدينة غزة وقالت كتائب شهداء الأقصى أنها خاضت اشتباكات مع قوات الاحتلال وآلياتها العسكرية بالأسلحة المناسبة في محور القتال غربي مدينة رفح واستهداف تمركزاً لجنود الاحتلال وآلياتهم العسكرية داخل معبر رفح ومحيطه بعدد من قذائف «الهاون» النظامي وتمركزاً آخر لآليات الاحتلال على خط الإمداد في محور نتساريم جنوبي مدينة غزة، برشقة صاروخية من نوع «107» وقذائف «الهاون» من العيار الثقيل وأعلنت كتائب المقاومة الوطينة - قوات الشهيد عمر القاسم استهدافها قوات الاحتلال المتوغلة في حي الشجاعية بقذائف «الهاون».[468]
- أعلن حزب الله مسؤوليته عن هجمات على ثلاثة مواقع وموقع عسكري إسرائيلي بالقرب من الحدود، بما في ذلك موقع في بياض بليدا وآخر في بركة ريشا مما أسفر عن مقتل عدد غير معروف من الجنود.[469]

### 8 يوليو
- أفادت وزارة الصحة في غزة أن ما لا يقل عن 40 فلسطينياً استشهد و75 مصابًا في هجمات إسرائيلية خلال الساعات الأربع والعشرين الماضية، مما يرفع حصيلة الشهداء الفلسطينيين إلى 38193.[470]
- أمرت القوات الإسرائيلية الفلسطينيين بإخلاء أحياء تل الهوى والصبرة والرمال في مدينة غزة.[471]
- تعرضت مدرسة تابعة لوكالة غوث وتشغيل اللاجئين الفلسطينيين (الأونروا) في النصيرات لقصف من قبل قوات الاحتلال الإسرائيلي، مما أدى إلى إصابة عدة أشخاص.[472]
- أطلقت قوات الاحتلال الإسرائيلي النار على شاب فلسطيني في قلقيلية.
- رشق مستوطنون بالحجارة مركبات المواطنين الفلسطينيين في بلدة حوارة جنوب نابلس، دون وقوع إصابات.[473]
- أعلنت كتائب القسام عن تنفيذها هجوماً على جنود إسرائيليين في تل الهوى، أدى إلى تدمير جيب عسكري ودبابة ميركافا 4 وقالت أنها تمكنت من إيقاع قوة إسرائيلية بين قتيل وجريح بعد الاشتباك معها بالأسلحة الخفيفة والمتوسطة في منطقة الصناعة بحي تل الهوى غرب مدينة غزة وتمكنها من استهداف ناقلة جند صهيونية بعبوة «شواظ 3» على دوّار الـ 17 غرب وجرافة صهيونية من نوع «D9» بعبوة «شواظ 3» بشارع الرشيد غرب حي تل الهوى بمدينة غزة.[474]
- أعلن الحوثيون عن تنفيذ هجوم على إيلات بالتعاون مع المقاومة الإسلامية في العراق.[475]
- قالت القوات الإسرائيلية أنها هاجمت مباني في بلدات مارون الراس وعيتا الشعب وحولا اللبنانية.[476]
- أطلقت قوات الاحتلال الإسرائيلي النار على مواطنين في بلدة قصرة جنوب نابلس، ما أدى إلى إصابتهما.[477]
- أعلنت سرايا القدس أنها دمرت آليتين عسكريتين في تل الهوى، وقصفت مركز قيادة عسكري في ممر نتساريم، فيما قالت كتائب القسام أنها استهدفت مجموعة من الجنود بصاروخ محلي الصنع قصير المدى من طراز "راجوم" عيار 114 ملم في ممر نتساريم.[478]
- استشهد أربعة أشخاص على الأقل بعد أن هاجمت قوات الاحتلال الإسرائيلي تجمعاً للمواطنين بالقرب من مفترق القادسية في حي تل السلطان غربي [479]
- هدمت قوات الاحتلال الإسرائيلي مدرسة عميرة في مسافر يطا.[480]

### 9 يوليو
- أفادت وزارة الصحة في غزة أن 50 فلسطينيا على الأقل استشهدوا و130 اصابة في هجمات إسرائيلية خلال الساعات الأربع والعشرين الماضية، مما يرفع حصيلة القتلى الفلسطينيين إلى 38243.[481]
- أدت غارة جوية إسرائيلية بالقرب من بوابات مدرسة العودة في عبسان الكبيرة في خان يونس إلى مقتل 29 شخصاً.[482][483]
- تم اختطاف أحد المنتقدين الفلسطينيين لحركة حماس وضربه على يد خمسة مسلحين ادعوا أنهم من قوات الأمن التابعة لحماس.[484]
- استشهد طفل يبلغ من العمر 13 عاماً برصاص قوات الاحتلال الإسرائيلي خلال مداهمة في قرية دير أبو مشعل.[485]
- قُتل جندي من وحدة ماجلان في وسط غزة، مما رفع حصيلة قتلى الجيش الإسرائيلي المعلنة منذ الهجوم البري في قطاع غزة إلى 327.[486]

### 10 يوليو
- أفادت وزارة الصحة في غزة أن 52 فلسطينياً على الأقل استشهدوا في هجمات إسرائيلية خلال الساعات الأربع والعشرين الماضية، مما يرفع حصيلة الشهداء الفلسطينيين إلى 38295.[487]
- أصدر الجيش الإسرائيلي أوامره للمواطنين في مدينة غزة بأكملها بالإخلاء إلى منطقة دير البلح فيما رفض السكان الإنتقال.[488][489]
- عثر على عنصر من شاباك الإسرائيلي مقتولاً في مستوطنة “جبفعون هحداشا” الواقعة شمال غرب مدينة القدس.[490][491]
- أعلن الجيش الاسرائيلي مقتل جندي خلال الاشتباكات مع حزب الله مما رفع حصيلة قتلى الجيش الإسرائيلي المعلنة خلال الاشتباكات مع حزب الله إلى 21.[492]

### 11 يوليو
- وذكرت وزارة الصحة في غزة أن 50 فلسطينيًاً على الأقل استشهدوا في هجمات إسرائيلية خلال الساعات الأربع والعشرين الماضية، مما يرفع حصيلة الشهداء الفلسطينيين إلى 38345.[493]
- أعلنت كتائب القسّام، استهدافها 3 دبابات إسرائيلية من طراز «ميركافا» بعبوتَي «شواظ» وقذيفة «الياسين 105» في حي تل الهوى جنوب غرب مدينة غزة وأعلنت قنص جندي في منطقة الصناعة بالحي، وأعلنت إيقاع قوّة إسرائيلية بين قتيلٍ وجريح، في كمينٍ بعد تفجير عبوتين مُضادتين للأفراد في حي تل الهوى، ونشرت كتائب القسّام مشاهد من الإغارة على «مقرّ قيادة عمليات الجيش الاسرائيلي المتحصّنة» في محيط منطقة تل زعرب جنوب شرق حي تل السلطان في مدينة رفح.[494]
- أعلنت سرايا القدس أنّها فجّرت 3 آليات عسكرية إسرائيلية بعبوات أرضية مزروعة بشكلٍ مُسبق في حي تل الهوى، واستهداف سرايا القدس حشود قوات الجيش الاسرائيلي المتوغلة في حي تل الهوى، بقذائف الهاون، وقالت إنّها «فجّرت عبواتٍ بآليات العدو واشتبكت من النقطة صفر» مع جنود الاحتلال في حي الشجاعية شرقي مدينة غزة، وأعلنت أنّها قنصت جندياً إسرائيلياً في محيط تلة المنطار شرقي حي الشجاعية و«الاشتباك مع قوّةٍ إسرائيلية خاصة داخل أحد المنازل في الحي موقعةً أفرادها بين قتيلٍ وجريح».[494]
- أعلنت كتائب شهداء الأقصى أنّها قصفت حشود للقوات الإسرائيلية في مخيم يبنا جنوبي مدينة رفح، ونشرت مشاهد من استهدافها غرف القيادة والسيطرة المتمركزة في «محور نتساريم» بصاروخين من نوع 107، وقذائف الهاون من العيار الثقيل.[494]
- أعلن الجيش الاسرائيلي مقتل جندي رقيب في وحدة ماجلان النخبة خلال المعارك شمال غزة، ما رفع حصيلة قتلى الجيش الإسرائيلي المعلنة منذ الهجوم البري في قطاع غزة إلى 328.[495]
- أرسلت الولايات المتحدة شحنة قنابل تزن 500 رطل إلى إسرائيل بعد فترة من تعليقها ووصلت الشحنة إلى مطار بن غوريون في [496][497]

### 12 يوليو
- تمكنت فرق الدفاع المدني الفلسطيني من انتشال أكثر من 60 جثة شهيد بعد انسحاب إسرائيل من حي تل الهوى.[498]
- أصدرت وزارة الخارجية الإسرائيلية قائمة بأسماء 108 موظفين في الأونروا اتهمتهم بأنهم أعضاء في حماس أو الجهاد الإسلامي.[499]
- استشهاد شاب برصاص الاحتلال الإسرائيلي في قرية عبوين شمال مدينة رام الله.[500]
  - قتل جندي رقيب إسرائيلي من الكتيبة 9308 التابعة للواء “ألون” في الجولان السوري المحتل بالمواجهات مع حزب الله، ما يرفع حصيلة قتلى الجيش الاسرائيلي بالمواجهات مع حزب الله إلى 22.[501]

### 13 يوليو
- أفادت وزارة الصحة في غزة أن 61 فلسطينياً على الأقل استشهد وأصيب 129 في هجمات إسرائيلية خلال الساعات الأربع والعشرين الماضية، مما يرفع حصيلة الشهداء الفلسطينيين إلى 38443.[502]
- استشهد 71 شخصًا وأصيب 289 آخرين في قصف استهدف منطقة في مواصي خان يونس وسط قطاع غزة.[503] وإدعىت إسرائيل أنها كانت تستهدف محمد الضيف القائد العام لكتائب القسام ورافع سلامة قائد الكتائب في خانيونس.[504]
- استشهد 17 شخصًا في مجزرة بقصف استهدف مصلين في مخيم الشاطئ غرب غزة.[505]
- صنفت الأرجنتين حركة حماس كمنظمة إرهابية وجمدت أصولها.[506][507]
- قُتل رجلان في غارة شنتها طائرة إسرائيلية بدون طيار على سيارتهما في بلدة الخردلي بلبنان. يُزعم أن الرجلين هما والد وعم أحد مقاتلي حزب الله الذين قُتلوا سابقًا على يد إسرائيلقُتل سياسي من حركة أمل في هجوم منفصل شنته الجيش الإسرائيلي على البلدة.
- أصيب أربعة جنود من الجيش الإسرائيلي بجروح بعد هجوم صاروخي شنه حزب الله على كريات شمونة.[508][509]
- أصيب فلسطينيان برصاص قوات الاحتلال الإسرائيلي على معبر مستوطنة تسوفيم المقامة على أراضي المواطنين شرق قلقيلية، كما أصيب فلسطيني آخر في بيت أمر.

### 14 يوليو
- أفادت وزارة الصحة في غزة أن 141 شهيدا فلسطينياً على الأقل استشهد وأصيب و400 في هجمات إسرائيلية خلال الساعات الأربع والعشرين الماضية، مما يرفع حصيلة الشهداء الفلسطينيين إلى 38584.[510]
- استشهد 4 أشخاض وعدد من الإصابات في استهداف منزل في محيط ملعب اليرموك بمدينة غزة.[511]
- أدى هجوم إسرائيلي على دمشق إلى مقتل جندي سوري وثلاثة.[511]
- أدى هجوم إسرائيلي على دمشق في سوريا إلى مقتل جندي سوري وإصابة ثلاثة آخرين.[512]
- أصيب فلسطينيان برصاص قوات الاحتلال الإسرائيلي عند معبر مستوطنة تسوفيم المقامة على أراضي المواطنين شرق قلقيلية، فيما أصيب فلسطيني آخر في بيت أمر.
- أفاد الدفاع المدني الفلسطيني بإستشهاد 10 مواطنين و27 آخرين أصيبوا جراء استهداف جيش الاحتلال منزلا وبرجا سكنيا في مدينة غزة وسط القطاع، حيث استشهد 3 وجرح 20 إصابة من برج سكني لعائلة الحداد في منطقة الشعبية، وسط مدينة غزة، واستشهاد 4 مواطنين بوأصيب 3 آخرون باستهداف الجيش الإسرائيلي شقة سكنية لعائلة الغفري في شارع الجلاء بمدينة غزة.[513]
- هدمت قوات الاحتلال الإسرائيلي منزلاً فلسطينياً في قرية عين الديوك الفوقا غرب مدينة أريحا.[514]
- أصيب 4 إسرائيليين في عملية دهس مزدوجة قرب الرملة عند مفترق «نير تسفي» جنوبي تل أبيب، فيما أفيد بإستشهاد منفذ العملية.[515]
- وافقت الحكومة الإسرائيلية على خطة لتمديد الخدمة العسكرية الإلزامية للرجال مؤقتًا من 32 شهرًا إلى 36 شهرًا.[516]
- أستشهد 17 شخصًا وأصيب 80 آخرين في غارة جوية شنتها القوات الإسرائيلية استهدفت مدرسة «أبو عريبان» التابعة للأونروا وتؤوي نازحين في مخيم النصيرات وسط غزة.[517][518]
- أعلنت كتائب القسّام قصفها «قوات الاحتلال المتوغلة في محيط حي تل الهوا، جنوبي غربي مدينة غزة إضافةً إلى مقرّ قيادته في محور نتساريم» بصواريخ قصيرة المدى، والاشتباكات مع أفراد قوة إسرائيلية خاصة في شرقي رفح من مسافة صفر، بالأسلحة الخفيفة وقذائف الأفراد «موقعةً إياهم جميعاً بين قتيل ومصاب» وقالت أنها رصدت القوة الإسرائيلية التي تسلّلت متخفيةً داخل شاحنة مساعدات، ليشتبكوا معها عند وصولها إلى مفترق المشروع في المنطقة.[519]
- استهدفت سرايا القدس جنود الجيش الاسرائيلي في محيط المطار شرقي رفح بوابل من قذائف «الهاون» واستهدفت جنود الاحتلال وآلياته المتمركزة عند بوابة معبر رفح ومحيطها بعدد من قذائف «الهاون» واستهدفت بقذائف «الهاون» النظامي من عيار 60 ملم تموضعاتٍ لجنود الاحتلال في منطقة العبد جبر والطُّعمَة وبرج العاصي جنوبي غربي مخيم يبنا غربي رفح واستهدفت مقراً لقيادة الاحتلال في موقع «أبو عريبان» في «محور نتساريم» وذلك بعبوات «أبابيل» المقذوفة وقذائف «الهاون» من العيار الثقيل وأعلنت كتائب شهداء الأقصى استهداف تجمعاً لجنود الاحتلال وآلياته المتمركزة في محيط معبر رفح برشقة صواريخ من عيار 107 ملم وقذائف «الهاون» من العيار الثقيل واستهدافت بقذائف "الهاون" تمركزاً للقوات الإسرائيلية وآلياتها العسكرية المتمركزة عند الحدود الفلسطينية المصرية شمالي مدينة رفح واستهداف قوات الاحتلال في شرقي المدينة وتنفّيذ عمليات ضدّ الاحتلال في محور نتساريم حيث قصفت بقذائف «الهاون» تجمعاً للقوات الإسرائيلية على خط الإمداد ومقرّ قيادة جيش الاحتلال بصاروخين من عيار 107 ملم، وأعلنت «قوات الشهيد عمر القاسم» الجناح العسكري للجبهة الديمقراطية لتحرير فلسطين استهداف بقذائف «الهاون» جنود الاحتلال وآلياته في محيط «تل زعرب» غربي رفح.[519]
- استشهدت الطفلة بُشرى الكفارنة في مستشفى شهداء الأقصى وسط قطاع غزة نتيجة سوء التغذية ونقص العلاج.[520]

### 15 يوليو
- أفادت وزارة الصحة في غزة أن 80 شهيدا فلسطينياً على الأقل استشهد وأصيب و216 في هجمات إسرائيلية خلال الساعات الأربع والعشرين الماضية، مما يرفع حصيلة الشهداء الفلسطينيين إلى 38664.[521]
- قالت رئيس بلدية رفح أن ما يزيد عن 50 ألف مواطن فلسطيني محاصرون في مدينة رفح دون خدمات أساسية أو مقومات حياة.[522]
- هدمت قوات الاحتلال الإسرائيلي 5 منازل في بيت لحم و4 منشآت في القدس، في حين أحرق مستوطنون إسرائيليون أراضي زراعية قرب بلدة اللبن الشرقية جنوبي مدينة نابلس شمالي الضفة الغربية المحتلة.[523]
- استشهد 11 شخصًا بينهم 5 أطفال وعدد آخر من الجرحى جراء استهداف الاحتلال منزلًا لعائلة «حمد» في شارع الزهور بمخيم النصيرات وسط قطاع غزة، ونقلوا جميعًا إلى مستشفى شهداء الأقصى.[524]
- استشهد ثلاثة مدنيين في غارة جوية إسرائيلية على بلدة بنت جبيل جنوبي لبنان.[525]
- مقتل رجل الأعمال السوري محمد براء قاطرجي وأحد مساعدي الرئيس بشار الأسد مع مساعده في غارة إسرائيلية بطائرة بدون طيار بالقرب من الصبورة في سوريا.[526]
- أعلنت المقاومة الإسلامية في العراق استهداف إيلات المحتلة وميناء حيفا بالطيران المسير وصاروخ الأرقب «كروز مطور».[527]
- أعلنت سرايا القدس أنّ مقاوميها قصفوا بوابلٍ من قذائف الهاون «عيار 60» جنود إسرائيليين في محيط مفترق عوض الله وسط مخيم يبنا جنوبي مدينة رفح، وأعلنت استهداف مجموعة من جنود بقذيفة «TBG» داخل شقة سكنية عند مفترق عوض الله وسط المخيم نفسه وإيقاع أفراد المجموعة بين قتيل وجريح، وأشارت إلى أنّ «مقاتليها خاضو اشتباكات ضارية بالأسلحة الرشاشة والقذائف المضادة للدروع مع جنود العدو وآلياته وسط المخيم»، وأعلنت كتائب شهداء الأقصى أنها دكّت قوات إسرائيلية في مخيم يبنا شمالي مدينة رفح بوابلٍ من قذائف الهاون.[528]
- هاجمت ثلاثة زوارق تابعة للحوثيين سفينة تجارية قبال سواحل الحديدة غرب اليمن.[529]
- قصفت طائرات حربية إسرائيلية بناية مأهولة بالسكان في دير البلح مما أدى إلى استشهاد 3 فلسطينيين وإصابة آخرين وتدمير البناية واشتعال النيران بها.[530]
- قالت بلدية دير البلح أنها لا نستطيع توفير المياه لـ 700 ألف شخص بالمدينة،[531]
- استشهد 6 إثر قصف إسرائيلي على مناطق متفرقة برفح.[532]
- استشهد فلسطيني وأصيب آخرين جراء استهداف طائرة مُسيرة إسرائيلية فلسطينيين في منطقة بير أبو صلاح ببلدة الزوايدة وسط قطاع غزة، واستشهد فلسطيني وأصيب آخرون إثر قصف الاحتلال منطقة المشروع شرقي مدينة رفح، واستهدفت طائرات الاحتلال منازل شمالي منطقة المخيم الجديد شمال مخيم النصيرات وسط قطاع غزة على نحو أسفر عن عدد من الشهداء والجرحى.[533]

### 16 يوليو
- أفادت وزارة الصحة في غزة أن 49 فلسطينياً على الأقل استشهدوا وأصيب 69 في هجمات إسرائيلية خلال الساعات الأربع والعشرين الماضية، مما يرفع حصيلة الشهداء الفلسطينيين إلى 38713.[534]
- قصفت القوات الإسرائيلية مدرسة الرازي التابعة لوكالة غوث وتشغيل اللاجئين الفلسطينيين (الأونروا) في [[مخيم النصيرات للاجئين، مما أدى إلى استشهاد 25 شخصًا وإصابة 73 آخرين، استشهد الصحفي محمد مشمش بالقصف.[535]
- قصفت القوات الإسرائيلية خياماً تعود لعائلات نازحة في منطقة العطار بمخيم المواصي للاجئين، مما أدى لاستشهاد 17 شخصاً منهم أطفال ونساء وإصابة 26 آخرين.[536][537][538]
- استشهد 4 وأصيب آخرين في قصف إسرائيلي على بلدة عبسان الكبيرة شرقي مدينة خان يونس (عزمي إبراهيم أبو طير وزوجته سحر محمد أبو طير، وطفليهما سائد وأسيل)،[539] كما استُشهد 4 فلسطينيين (محمد ناصر جاد الله، عبد الرحيم ماهر مطر، محمد أيمن مطر، أنيسة خالد الحوراني) وأُصيب آخرون بينهم أطفال بقصف إسرائيلي استهدف دوار الشيخ زايد شمال قطاع غزة.[536]
- استشهد مواطن وحفيدته (جمال ابو عكر وحفيدتيه ماريا وميرال بلال ابو عكر 5 و6 سنوات) بقصف طائرات الاحتلال منزلًا لعائلة أبو عكر غرب خانيونس.[535]
- استشهد فلسطيني برصاص قوات الاحتلال الإسرائيلي خلال مداهمة في مدينة البيرة بالضفة الغربية.[540]
- أطلقت قوات الاحتلال الإسرائيلي النار على فلسطينيين اثنين أثناء اقتحام مخيم بلاطة للاجئين.
- في الضفة الغربية اعتقلت قوات الاحتلال ثلاثة شبان من مخيم العروب شمال الخليل، واثنين من بلدة سعير شمال شرق الخليل، وشاباً من بلدة دير سامت جنوب غرب الخليل، وشاباً من بلدة السموع جنوب الخليل، وشاباً آخر من قرية أبو نجيم جنوب شرق بيت لحم.[541]
- أدى إطلاق نار بالقرب من نابلس بين فلسطينيين ومستوطنين إسرائيليين غير شرعيين إلى إصابة ثلاثة مستوطنين.[542]
- قصفت القوات الإسرائيلية منزلاً في الزوايدة وسط غزة مما أدى إلى استشهاد شخصين.[543]
- قام مستوطنون إسرائيليون غير شرعيين ببناء هيكل حديدي على أرض فلسطينية خاصة في منطقة تل الرميدة في الخليل.
- استشهد شخص وأصيب آخر بجروح بعد أن أطلقت قوات الاحتلال الإسرائيلي صاروخًا على دراجة نارية على طريق النبطية - الخردلي عند مفرق بلدة الزفاتة - أرنون.[544]
- استشهد ثلاثة أطفال سوريين في غارة جوية إسرائيلية على أرض زراعية في أم التوت بلبنان.[545] واستشهد مواطن لبناني وشقيقته من عائلة داغر وإصابة شقيقتهما الأخرى بجروح خطرة عندما استهدفت المقاتلات الحربية الإسرائيلية منزلهم في حي العويني ودمرته.[546]
- تعرضت ناقلة النفط التي تحمل علم ليبيريا «خيوس ليون» لهجوم من قبل طائرة مسيرة تابعة للحوثيين في البحر الأحمر.[547][548]

### 17 يوليو
- أفادت وزارة الصحة في غزة أن 81 فلسطينياً على الأقل استشهدوا وأصيب 198 في هجمات إسرائيلية خلال الساعات الأربع والعشرين الماضية، مما يرفع حصيلة الشهداء الفلسطينيين إلى 38794.[549]
- قصفت القوات الإسرائيلية منزلاً في الزوايدة، مما أدى إلى استشهاد ثمانية أشخاص، كما استشهد ثلاثة أشخاص في هجومين منفصلين على نفس البلدة.
- استشهد خمسة مواطنين بعد قصف قوات الاحتلال الإسرائيلي منزلاً في بلدة عبسان شرق خانيونس.
- استشهد تسعة أشخاص، بينهم ثلاثة أطفال بعد قصف القوات الإسرائيلية لمدرسة القاهرة في حي الرمال بمدينة غزة.[550][551][552]
- استشهد شخصين برصاص قوات الاحتلال الإسرائيلي في منطقة الشاكوش شمال غرب رفح.[552]
- استشهد ثمانية أشخاص نتيجة القصف الإسرائيلي على مخيم النصيرات، كما قُتل فلسطينيان في هجوم على مسجد في النصيرات، بينما استشهد فلسطيني آخر في هجوم منفصل في نفس الحي.[552]
- أجبرت سلطات الاحتلال الإسرائيلي عائلة على هدم منزلها بنفسها في العيساوية شمال القدس الشرقية المحتلة.[553]
- قصفت القوات الإسرائيلية مسجد عبد الله عزام في غزة، مما أدى إلى استشهاد شخصين وإصابة 15 آخرين.[554][555]
- قال المكتب الإعلامي الحكومي بغزة أن 292 شخصَا جريحاً استشهدوا منذ إغلاق معبر رفح في 7 مايو 2024 لمعبر رفح وأن أكثر من 3500 مريض وجريح حُرم من السفر لتلقي العلاج في مستشفيات خارج قطاع غزة، وأكد وجود 25 ألف طلب تحويلة مسجلة لدى وزارة الصحة تحت بند السفر لتلقي العلاج في الخارج.[556]
- أعلنت كتائب القسام استهداف جيب عسكري للعدو بقذيفة «الياسين 105» المضادة للدروع، واستهداف دبابة إسرائيلية من نوع «ميركفاه» بقذيفة «الياسين 105» قرب مفترق المشروع شرق مدينة رفح، وأعلنت «دكّ قوات الاحتلال» المتمركزة في منطقة العزبة جنوب غرب حي تل السلطان في مدينة رفح بقذائف «الهاون»، وذلك بالتعاون مع ألوية الناصر صلاح الدين.[557]
  - أصدرت بيانًا تبنت فيه عملية إطلاق نار صوب مركبة إسرائيلية قرب قرية رامين شرق طولكرم بالأمس وهو ما أدى لإصابة 3 ونشرت مشاهد من الكمين المركب الذي نفذته قرب دوار الأمين محمد «صلى الله عليه وسلم» بحي تل الهوى جنوب مدينة غزة، وأظهرت المشاهد عملية إعداد وتجهيز عدداً من العبوات الناسفة وبعض الصواريخ من مخلفات الاحتلال وزرعها في ممر توغل الآليات ومسرح العمليات، ثم تفجيرها بآليات وجنود إسرائيلية.[558]
  - أعلنت قوات الشهيد عمر القاسم الجناح العسكري للجبهة الديمقراطية لتحرير فلسطين استهداف «قوات الاحتلال الإسرئيلي» في محيط معبر رفح البري بقذائف الهاون. **أعلنت كتائب شهداء الأقصى استهداف تموضعاً لجنود الاحتلال الإسرائيلي وآلياتهم العسكرية المتمركزين داخل بوابة معبر رفح ومحيطه بقذائف الهاون، وأعلنت استهدافها مواقع الاحتلال في محور نتساريم، عبر صلية صاروخية من نوع «107» وقذائف الهاون.
- أعلنت كتائب المجاهدين وبالاشتراك مع كتائب الأنصار دكّ مقر فرقة قيادة غزة التابع للاحتلال في مستوطنة «رعيم» بصاروخين من نوع «107»، واستهداف مستوطنة «نيريم» بـغلاف غزة بصاروخين من «طراز 107»، وأعلنت سرايا القدس استهدافها «سديروت» ومستوطنات غلاف غزة برشقة صاروخية.
- أعلنت كتائب الشهيد عبد القادر الحسيني - لواء الشمال، أنّ «الوحدة الصاروخية والمدفعية تواصل دكّ مستوطنات الاحتلال ومواقعه العسكرية» ومحور نتساريم بالصواريخ وقذائف «الهاون».
  - أطلقت فصائل للمقاومة الفلسطينية رشقة صاروخية من القطاع باتجاه مستوطنات غلاف غزة واستهدفت رشقة موقع في كرم أبو سالم وقالت وسائل إعلام إسرائيلية أنّ صفارات إنذار دوت في «كيرم شالوم» وأجليت إصابات إلى مستشفى «هداسا عين كيرم».[559]
- تعرّضت القوات الأميركية في «قاعدة عين الأسد الجوية» في الأنبار غربي العراق لاستهدافٍ جديد.[560]
- أعلنت المقاومة الإسلامية في العراق توجيهها ضربة بواسطة الطيران المسيّر في اتجاه «هدفٌ حيوي للاحتلال» في مدينة أم الرشراش المحتلة «إيلات».[561]

### 18 يوليو
- أفادت وزارة الصحة في غزة أن 54 فلسطينياً على الأقل استشهدوا وأصيب 95 في هجمات إسرائيلية خلال الساعات الأربع والعشرين الماضية، مما يرفع حصيلة الشهداء الفلسطينيين إلى 38848.[562]
- اعتمد الكنيست الإسرائيلي قراراً ينص على أنه «يعارض بشدة إقامة دولة فلسطينية غربي الأردن».[563][564][565]
- توفي جندي من الكتيبة 53 من اللواء المدرع 188 التابع للجيش الإسرائيلي متأثراً بجراحه التي أصيب بها نتيجة هجوم لطائرة بدون طيار شنته حزب الله في يونيو/حزيران.[566]
- اقتحم وزير الأمن القومي الإسرائيلي المتطرف إيتمار بن غفير المسجد الأقصى تحت حماية الشرطة الإسرائيلية.[567]
- زعم الجيش الإسرائيلي إن الغارات الجوية قتلت اثنين من قادة حركة الجهاد الإسلامي، وأن أحدهما شارك في هجوم 7 أكتوبر 2023.[568]
- أدى قصف طائرة إسرائيلية بدون طيار على سيارة في منطقة البقاع جنوب لبنان إلى مقتل محمد حامد جبارة أحد أعضاء الجماعة الإسلامية.[569]
- استشهد شخصين في رفح إثر غارة جوية إسرائيلية، واستشهدت طفلتان جراء استهداف الإحتلال منزل يعود لعائلة الرملي بمنطقة ميدان فلسطين بمدينة غزة.[570]
- اسفرت غارات إسرائيلية على مخيم البريج عن استشهاد فلسطينيين اثنين وإصابة آخرين بجراح وفقد 4 آخرين تحت أنقاض منزل وسط قطاع غزة.[571]
- استشهد 3 فلسطينيين وأصيب آخرون في غارة إسرائيلية على سيارة بشارع البركة جنوبي مدينة دير البلح.[571]
- استهدفت الطائرات الحربية الإسرائيلية منزلًا لعائلة أبو ركاب في بلدة الزوايدة وسط قطاع غزة مما أسفر عن استشهاد 7 فلسطينيين وإصابة عدد آخر بجراح مختلفة، واستهدفت غارة جوية إسرائيلية شقة سكنية في برج الاتحاد في مخيم النصيرات أسفرت عن إصابة فلسطينيين اثنين تم نقلهما إلى مستشفى شهداء الأقصى.[571]
- استشهد فلسطيني وأصيب آخرون في غارة إسرائيلية على منزل لعائلة أبو يوسف في شارع العشرين بمخيم النصيرات، وأسفر قصف طائرات الاحتلال منزلًا لعائلة ابوغولة شمال غربي النصيرات عن سقوط شهيد وإصابة آخرين.[571]
- استشهد 4 فلسطينيين وإصابة اخرين في قصف إسرائيلي على مخيم الشاطئ غربي مدينة غزة، وانتشلت الطواقم الطبية جثامين 4 شهداء من حي تل السلطان غربي [571]
- استشهد 5 فلسطينيين في قصف إسرائيلي استهدف منزلًا عائلة أبو عليان في شرقي خان يونس.[571]
- داهمت قوات الاحتلال مدينة نابلس من جهة حاجز المربعة العسكري بعدة آليات عسكرية، وتصدى لها مقاومون بإطلاق نار في نابلس، واقتحمت منزل في بلدة تل واعتقلت قوات الاحتلال شقيقتين طالبتان في جامعة القدس المفتوحة (شيماء وآية عابد)، واقتحمت دوار الشهداء وسط نابلس شارع المريج، ومنطقة المخفية، وتعرضت لإطلاق نار في محيط شارع المريج ومخيم عين بيت الماء غربي المدينة، واقتحمت قوات الاحتلال بلدة عقربا جنوبي المدينة.
- اعتقلت قوات الاحتلال في قرية دير أبو مشعل في رام الله عدة شبان و4 شبان من بلدة سلواد (أحمد يوسف إدريس، أحمد يوسف جماعين، عبد الله عبد العزيز، ومحمد باسم حماد)، وفي بيت لحم اعتقلت قوات الاحتلال الطفل محمد ياسر صبيح (14 عامًا) من بلدة تقوع، وفي ققليلية أطلق مقاومون فلسطينيون النار تجاه آليات الاحتلال العسكرية قرب الجدار الفاصل في بلدة عزون، وفي الخليل شنت قوات الاحتلال حملة دهم في بلدات بيت كاحل شمال غربي مدينة الخليل، وبني نعيم شرقي الخليل وبلدة حلحول شمالي المدينة، واعتقلت 6 مواطنين (علي محمد الزهور، احمد محمد الجعافرة، مؤمن احمد محمود الجعافرة، عدنان محمد مرعي، محمد عيد زيدات، ثائر أبو عصبة)، واقتحمت قوات الاحتلال قرية فصايل شمالي أريحا، وبلدة سلوان جنوب القدس المحتلة، ونفذت مداهمات للمنازل دون اعتقالات.[572]
- استشهد فلسطينيان وأصيب آخرون في قصف لطائرات الاحتلال الإسرائيلي مدرسة الفلاح (التابعة لوكالة غوث وتشغيل اللاجئين «أونروا») في حي الزيتون جنوب شرقي مدينة غزة، واستشهد مواطن وأصيب عدد آخر بقصف طائرات الاحتلال منزلًا في حي التفاح شرقي مدينة غزة، واستشهد مواطن وأصيب آخرين بقصف طائرات الاحتلال لشقة سكنية لعائلة الحشاش بمخيم البريج وسط القطاع غزة.[573]
- أسفرت غارة اسرائيلية على منزل لعائلة أبو عطيوي في منطقة الدعوة شمالي مخيم النصيرات لسقوط شهيد و8 إصابات، وانتشلت فرق الإسعاف والطوارئ 3 شهداء ونقلهم للمستشفى المعمداني إثر استهداف مجموعة مواطنين على مفترق عبد العال في شارع الجلاء بمدينة غزة.[573]
- استشهد 6 أشخاص وإصابة 18 آخرين جراء غارات إسرائيلية استهدفت بلدات صفد البطيخ التي استشهد فيها 4 أشخاص ومجدل سلم وشقرا في جنوب لبنان.[574]

### 19 يوليو
- قُتل شخص وأصيب 10 آخرون في هجوم بطائرة مسيرة على تل أبيب، وأعلن الحوثيون مسؤوليتهم عن الهجوم، وقالوا إنهم استخدموا نوعًا جديدًا من الطائرات المسيرة يطلق عليه اسم «يافا».[575][576]
- أعلنت القوات المسلحة اليمنية الموالية لأنصار الله الحوثيين استهداف سفينة «Lovibia» في خليج عدن بعددٍ من الصواريخ البالستية والطائرات المسيرة بسبب «انتهاك الشركة المالكة للسفينة قرار حظر دخول موانئ فلسطين المحتلة».[577]
- قصفت طائرات حربية إسرائيلية مدرسة للأونروا بحي الزيتون في مدينة غزة ما أدى الإصابة عدد من المدنيين.[578]
- أعلنت المفوضية الأوروبية أنها ستقدم للسلطة الفلسطينية مساعدة مالية طارئة بقيمة 400 مليون يورو (435.5 مليون دولار).[579]
- استشهد شاب «أسير محرر» (17 عامًا) في بلدة بيت أمر في الخليل بعد اقتحام قوات الاحتلال الإسرائيلي القرية، واقتحمت قوة إسرائيلية عدة أحياء في مدينة بيت لحم وتمركزت في شوارع رئيسية، واستخدم الجيش الإسرائيلي في المواجهات قنابل الغاز المدمع، وأطلقت قوات الاحتلال قنابل الغاز على منازل المواطنين في مخيم الدهيشة في بيت لحم.[580]
- استشهد الشاب (يامن عصفور) في مستشفى ابن سينا بمدينة جنين متأثراً بإصابته برصاص قوات الاحتلال في بلدته عرابة جنوب المدينة في 13 يناير 2024.[581]
- استشهد 8 أشخاص بينهم أطفال وأصيب 15 آخرين بجروح نتيجة غارة إسرائيلية استهدفت منزل عائلة أبو شكيان في «مخيم C» في مخيم النصيرات وسط قطاع غزة.[582]
- استشهد فلسطيني وأصيب آخرين في قصف جوي إسرائيلي لمنزل بحي التفاح شرق مدينة غزة، ونقل الشهداء والجرحى لمستشفى الأهلي العربي.[583]
- استشهد 4 أشخاص وأصيب آخرون في قصف إسرائيلي قرب مسجد حسن البنا شمالي مخيم النصيرات، بينما استشهد 6 فلسطينيين بينهم شقيقة مراسل قناة الغد الإخبارية محمود اللوح في قصف إسرائيلي استهدف أحد المنازل في مخيم النصيرات وسط قطاع غزة.[584]
- أستشهد 5 أشخاص في قصف على منزل في منطقة معن بخان يونس جنوب القطاع ونقلت جثامينهم إلى مستشفى ناصر.[584]
- استشهد فلسطينيان وأصيب 8 آخرين في قصف استهدف مدرسة الفلاح بحي الزيتون جنوب مدينة غزة، واستشهد 4 أشخاص جراء قصف إسرائيلي على منزل لعائلة الطهراوي واستشهد 5 فلسطينيين في غارة إسرائيلية استهدفت منزلاً لعائلة أبو حسنة بمخيم البريج وسط قطاع غزة واستشهد 4 فلسطينيين في محيط الكلية الجامعية في شارع 8، فيما استشهد 4 آخرون في قصف على شارع الجلاء شمال مدينة غزة.[585]
- استشهد 9 شهداء منهم 4 سيدات و3 أطفال وإصابة 10 آخرين جراء استهداف الاحتلال منزلين لعائلة صيدم وياسين في مخيم النصيرات وسط قطاع غزة لمستشفى العودة.

واستشهد 3 أضخاص بينهم امرأة وطفل جراء قصف الاحتلال منزلًا لعائلة أبو معمر في معن جنوبي خان يونس، واستشهد 4 شهداء جراء قصف الاحتلال منزلًا لعائلة «لطويل» في مخيم النصيرات وسط قطاع غزة، ونقلوا إلى مستشفى العودة واستشهد شخصان وجريح بقصف مدفعية الاحتلال مجموعة من المواطنين بمحيط الجسر على شارع البحر غرب النصيرات وسط قطاع غزة.
- أعلنت كتائب القسّام أنّها استهدفت قوات الاحتلال المتموضعة في محور «نتساريم» بعدد من صواريخ «رجوم» عيار 114 ملم وأعلنت كتائب شهداء الأقصى تجديد قصفها مقراً للقيادة والسيطرة تابعاً لإسرائيل في محور «نتساريم» بصاروخين عيار 107 وقذائف الهاون من العيار الثقيل وقتل وإصابة جنود إسرائيليين في محور نتساريم، ونشرت في وقتٍ سابق مشاهد عن الاستهداف.[587]
- أعلنت سرايا القدس قصف مفلاسيم ونيرعام في غلاف غزة برشقة صاروخية، وبثت السرايا صورًا لقصفها مدن عسقلان وسديروت وأسدود في غلاف غزة.[583]
  - أعلنت ألوية الناصر صلاح الدين بالاشتراك مع سرايا القدس قصف قاعدة «ريعيم» العسكرية شرقي المحافظة الوسطى برشقة صاروخية من طراز 107.[587]
  - أعلنت «كتائب الشهيد أبو علي مصطفى» بالاشتراك مع كتائب القسّام دك موقع القيادة والسيطرة في محور «نتساريم» جنوبي غربي مدينة غزة، بقذائف الهاون عيار 80 ملم.[587]
- أعلنت المقاومة الإسلامية في العراق أنها هاجمت بالفجر هدفاً عسكرياً إسرائيلياً في مدينة حيفا «المحتلة» بواسطة صاروخ «الأرقب» (كروز مطوّر).[588]

### 29 يوليو
- أفادت وزارة الصحة في غزة بإستشهاد 39 فلسطينياً على الأقل وإصابة 93 آخرين في هجمات إسرائيلية خلال الساعات الأربع والعشرين الماضية، مما يرفع حصيلة الشهداء الفلسطينيين إلى 39363.[589]
- في بيت لحم، اعتقلت قوات الاحتلال الإسرائيلي سبعة مواطنين من بلدة الدوحة جنوبًا، وفي طولكرم، واعتقلت الشاب براء شريف شحرور بعد مداهمة منزله في الضاحية واعتقلت الشاب مصعب عبد ربه قرب مدينة قلقيلية، وفي بيت لحم أطلقت قوات الاحتلال الرصاص الحي تجاه الشبان خلال مواجهات اندلعت في مخيم الدهيشة وشنت حملة اعتقالات وتحقيق طالت عشرات المواطنين في المخيم ودمرت صرح الشهيد جهاد الجعفري خلال اقتحام المخيم واعتقلت قوات الاحتلال محمود إبراهيم الخطيب ثوابتة ومعتصم محمد مرشد طقاطقة من بلدة بيت فجار من منطقة قبر حلوة دار صلاح شرقًا بعد احتجازهما لساعات، وفي جنين، اقتحمت قوات الاحتلال بلدة يعبد جنوب غرب المدينة، واعتقلت قوات الاحتلال الشيخ جهاد شحادة بعد اقتحام منزله في بلدة جماعين جنوب المدينة، واعتقلت نجله بعد احتجازه على حاجز المربعة وفي القدس المحتلة، واندلعت مواجهات مع قوات الاحتلال الإسرائيلي في بلدة العيساوية واعتقلت قوات الاحتلال الأسير المحرر حسن زيادة خلال اقتحامها لمخيم قلنديا شمالي القدس المحتلة.[590][591]
- أحرق مستوطنون مركبات لمواطنين فلسطينيين وخطوا شعارات عنصرية على أخرى قرب قرية قلقس جنوب الخليل، واقتحمت قوات الاحتلال بلدة دورا وداهمت مركز البلدة الثقافي.[592]
- أعلنت وزارة الصحة الفلسطينية عن تصنيف قطاع غزة كمنطقة وباء لشلل الأطفال بعد سنوات من القضاء على المرض في جميع أنحاء فلسطين وأوضحت أنه تم اكتشاف فيروس شلل الأطفال من نوع «CVPV2» في مياه الصرف الصحي.[593]
- اقتحم عشرات المستوطنون باحات المسجد الأقصى بحماية الشرطة الإسرائيلية.[594]
- أعلنت كتائب شهداء الأقصى عن إسقاط طائرتين إسرائيليتين الأولى من نوع «كواد كابتر» والثانية من نوع «سكاي لارك» أثناء تنفيذهما مهمات استخبارية في سماء قاطع شمالي غزّة وأن مقاتليها تمكّنوت من «قصف حشودات لآليات الاحتلال» بقذائف الهاون في شرقي مدينة خان يونس جنوبي القطاع ودكّ جنود العدو وآلياته في شمالي شرقي المدينة بوابل من قذائف الهاون من العيار الثقيل، فيما نشرت مشاهد من دكَّها جنود الاحتلال وآلياته في محور التقدم شمالي شرقي مدينة خان يونس.[595]
  - قصفت كتائب الشهيد أبو علي مصطفى بالاشتراك مع ألوية الناصر صلاح الدين موقع قيادة وسيطرة العدو في «محور نتساريم» بقذائف «الهاون» من العيار الثقيل، وعرضت ألوية الناصر مشاهد من الاستهداف.[595]
- أعلنت كتائب الشهيد عز الدين القسّام استهدافها غرف قيادة الاحتلال في «محور نتساريم» جنوبي مدينة غزة بصواريخ «رجوم» قصيرة المدى ودكّها قوات الاحتلال في محيط مسجد الظلال شرقي مدينة خان يونس بقذائف الهاون.[595]
- أعلنت سرايا القدس استهدفها بوابل من قذائف الهاون «مقرّ قيادة عمليات جيش الاحتلال» في منطقة الزنة شرقي خان يونس وتجمعاً لآليات الاحتلال وجنوده شمالي شرقي خان يونس وحشوده في حي تل الهوا جنوبي غربي مدينة غزة، وتمكّنتها من قنص جندي إسرائيلي في الحي نفسه، وأعلنت الكتائب سيطرتها على طائرة إسرائيلية من دون طيار من نوع «إيفو ماكس» خلال تنفيذها مهمّات استخبارية في سماء شرقي غزة، وأعلنت استهداف قوة إسرائيلية تحصّنت في أحد المنازل في تل الهوا بقذيفة «TBG» المضادة للتحصينات وإيقاع أفرادها بين قتيل وجريح، واستهدافها برشقة صاروخية من نوع «107» «حشود الاحتلال على خط الإمداد في محور نتساريم» جنوبي مدينة غزة.[595]
- أعلنت كتائب المجاهدين استهدافها قوات الاحتلال الإسرائيلي المتمركزة في محور «نتساريم» جنوبي مدينة غزة بصاروخين من نوع حاصب «111».[595][595]
- نفذ اللواء 401 التابع للجيش الإسرائيلي هجوماً أدى إلى تدمير خزان مياه الشرب الرئيسي المعروف باسم «خزان كندا» في رفح في تل السلطان ووصف الهجوم بأنه جريمة حرب،[596] فيما قالت بلدية رفح أن تدمير الخزان سيفاقم الأزمة الإنسانية وأن الخزان يغذي رفح بـ 3000 متر مكعب يوميًا، ويعمر يعمل بقدرة تشغيلية 180 م3/ساعة وفي ظل عدم توفر إمكانيات لإنشاء خزانات بديلة أو قطع غيار لإصلاح ما تم تدميرها وأن التكلفة الإجمالية لإنشاء الخزان تقدر بنحو مليون و700 ألف دولار أمريكي بتمويل من عدة مؤسسات دولية.[597]

### 30 يوليو
- أفادت وزارة الصحة في غزة بإستشهاد 37 فلسطينياً على الأقل وإصابة 73 آخرين في هجمات إسرائيلية خلال الساعات الأربع والعشرين الماضية، مما يرفع حصيلة الشهداء الفلسطينيين إلى 39400.[598]
- هدمت قوات الاحتلال الإسرائيلي بناية سكنية من 4 طوابق تعود لـ3 عائلات فلسطينية وبركسا وأرضية دفيئة زراعية وبئر مياه، واقتلعت أشجارا ومزروعات في بلدة بيت عوا جنوب غرب الخليل وبلدة دوما جنوب شرق نابلس.[599]
- انسحب الجيش الاسرائيلي من شرق خان يونس، وعاد الآلاف من النازحين لمناطق هم وانتشل مئات جثامين الشهداء.[600][601]
- استشهد عدد من المدنيين وإصابة آخرين في قصف إسرائيلي استهدف منزلًا في بلدة عبسان الجديدة شرقي مدينة خان يونس.[602]
- انتشل الدفاع المدني جثمان شهيدة و6 مصابين جراء قصف إسرائيلي لشقة سكنية في أبراج مدينة حمد السكنية في مدينة رفح جنوب قطاع غزة.[602]
- قصفت طائرات إسرائيلية مجموعة من المدنيين بمحيط مدرسة الفردوس غربي مدينة رفح، ما أسفر عن استشهاد 5 فلسطينيين.[602]
- استشهد 3 فلسطينيين في قصف استهدف منزلًا لعائلة العواودة في مخيم البريج جنوب مدينة غزة، وانتشلت طواقم الإسعاف جثامين 3 شهداء من منطقة الصبرة بمدينة غزة.[602]
- استشهد 3 فلسطينيين وأصيب آخرون في قصف استهدف محيط قرب دوار الكويت، ومنزلًا بحي النصر في مدينة غزة.[602]
- استشهاد فلسطيني في قصف إسرائيلي استهدف منطقة تل الهوى جنوب مدينة غزة.[602]
- استشهدت فلسطينية في قصف مدفعي على حي الشجاعية شرقي مدينة غزة.[602]
- أطلقت قوات الاحتلال الرصاص على شاب فلسطيني بزعم محاولته تنفيذ عملية طعن في الخليل ومنعت الطواقم الطبية من الوصول إليه، ما أدى إلى استشهاده،[603] وأصيب آخر بالرصاص الحي في مخيم رأس العين غربي نابلس واعتقلت شابين، وأصيب شاب آخر بالرصاص الحي قرب بوابة حبلة جنوبي قلقيلية، واقتحمت قوات الاحتلال بلدة نحالين غرب بيت لحم وأصيب شاب فلسطيني برصاص الاحتلال في مخيم شعفاط بالقدس بعدما اقتحم جيش الاحتلال المخيم وأطلقوا الرصاص وقنابل الصوت والغاز تجاه السكان والمحال التجارية والمنازل، وشنت حملة اعتقالات في محافظات رام الله وبيت لحم وقلقيلية ونابلس وطولكرم والقدس وداهمت أحد المنازل واعتقلت شابا في بلدة سلواد واقتحمت وادي السمن جنوب الخليل وبلدة بيت أمر شمالها واعتقلت شاب في بلدة تقوع جنوبي مدينة بيت لحم.[604]
- شنت إسرائيل غارة في الضاحية الجنوبية في بيروت، لبنان، وقالت إنها استهدفت فؤاد شكر القائد في حزب الله الذي اتهمته بالمسؤولية عن هجوم مجدل شمس،[605][606] أسفرت الضربة عن مقتل شكر ومستشار إيراني وخمسة مدنيين وإصابة 80 آخرين وفقًا لوزارة الصحة اللبنانية.[607]
- نقلت إسرائيل 3 كتائب مخصصة لغزة وقوات من الضفة لقاعدة بيت ليد التي اقتحامها متظاهرون يمينيين احتجاجاً على اعتقال جنود متهمين في تعذيب اعتداء جنسي على أسير فلسطيني.[608]
- قُتل شخص واحد بعد هجوم صاروخي من حزب الله على نستوطنة هاجوشريم في شمال إسرائيل، وقالت إسرائيل أنها ضربت نحو 10 أهداف لحزب الله في سبع مناطق مختلفة في جنوب لبنان، ما أدى إلى مقتل مقاتل.[609]
- هاجم حزب الله «كتيبة السهل» في مستوطنة بيت هليل الإسرائيلية رداً على هجوم إسرائيلي على جبشيت وبيت ليف في جنوب لبنان.[610]
- قصفت الولايات المتحدة قاعدة جنوب بغداد في العراق تستخدمها قوات الحشد الشعبي، مما أسفر عن استشهاد أربعة وإصابة ثلاثة آخرين.[611]
- أعلنت سرايا القدس استهدافها حشود الاحتلال في محيط مسجد البراء في حيّ تل الهوا في مدينة غزة بوابل من قذائف «الهاون» وأعلنت كتائب شهداء الأقصى «دكّ حشود الاحتلال المتمركزة» في تلة الحشاشين غربي مدينة رفح ونشرت مشاهد توثّق استهدافها قوات الاحتلال وتمركزاً لآلياته في محور «نتساريم» في مدينة غزة بقذائف «الهاون» النظامي والثقيل.[612]

### 31 يوليو
- أفادت وزارة الصحة في غزة بإستشهاد 45 فلسطينياً على الأقل وإصابة 77 آخرين في هجمات إسرائيلية خلال الساعات الأربع والعشرين الماضية، مما يرفع حصيلة الشهداء الفلسطينيين إلى 39445.[613]